# AFC Ajax in het seizoen 2008/09
Dit is een pagina met diverse statistieken van voetbalclub AFC Ajax uit het seizoen 2008/2009.

## Wedstrijdenverslagen 2008/2009

#### Vriendschappelijk
|                                                                                                |                                                              |               | | |
| zaterdag 19 juli 2008, 15:00 uur                                                               | vv Noordwijk                                                 | 2 - 5 (2 - 2) | Ajax | Opstelling Ajax: |
| Sportpark Duinwetering, Noordwijk 5.500 toeschouwers Arbiter: Pieter Vink Oefenduel            | Jeroen Ketting 14' Jeroen Ketting 38'                        |               | 13' Jeffrey Sarpong 20' Leonardo 55' Albert Luque 90' Luis Suárez 90' Jan-Arie van der Heijden                                  | Dennis Gentenaar, Jurgen Colin, Gregory van der Wiel, Jan Vertonghen, Robbert Schilder, Kennedy Bakırcıoğlu, Kenneth Pérez, Jeffrey Sarpong, Urby Emanuelson, Dennis Rommedahl, Leonardo Wisselspelers Ajax: Mitchell Donald, Javier Martina, Roy Ouwerkerk, Laurent Delorge, George Ogăraru, Donovan Slijngard, Jan-Arie van der Heijden, Thomas Vermaelen, Vurnon Anita, Siem de Jong, Luis Suárez, Darío Cvitanich, Albert Luque Wissels Ajax: 46' Jurgen Colin George Ogăraru 46' Gregory van der Wiel Thomas Vermaelen 46' Jan Vertonghen Donovan Slijngard 46' Kenneth Pérez Laurent Delorge 46' Jeffrey Sarpong Vurnon Anita 46' Robbert Schilder Siem de Jong 46' Urby Emanuelson Jan-Arie van der Heijden 46' Kennedy Bakırcıoğlu Luis Suárez 46' Leonardo Albert Luque 46' Dennis Rommedahl Darío Cvitanich |
|                                                                                                |                                                              |               | | |
| dinsdag 22 juli 2008, 19:30 uur                                                                | C.V.V. Germanicus                                            | 0 - 7 (0 - 3) | Ajax | Opstelling Ajax: |
| Sportpark De Pampert, Coevorden 5.000 toeschouwers Arbiter: - Oefenduel                        |                                                              |               | 14' Darío Cvitanich 20' Darío Cvitanich 45' Gabri 48' Kennedy Bakırcıoğlu 60' Javier Martina 80' Leonardo 88' Siem de Jong      | Dennis Gentenaar, George Ogăraru, Jurgen Colin, Donovan Slijngard, Robbert Schilder, Gabri, Ismaïl Aissati, Jeffrey Sarpong, Dennis Rommedahl, Darío Cvitanich, Luis Suárez Wisselspelers Ajax: Sergio Padt, Kennedy Bakırcıoğlu, Kenneth Pérez, Siem de Jong, Leonardo, Laurent Delorge, Vurnon Anita, Mitchell Donald, Javier Martina Wissels Ajax: 46' George Ogăraru Laurent Delorge 46' Jurgen Colin Vurnon Anita 46' Gabri Mitchell Donald 46' Ismaïl Aissati Kennedy Bakırcıoğlu 46' Jeffrey Sarpong Siem de Jong 46' Dennis Rommedahl Javier Martina 46' Darío Cvitanich Leonardo 46' Luis Suárez Kenneth Pérez |
|                                                                                                |                                                              |               | | |
| donderdag 24 juli 2008, 19:30 uur                                                              | Excelsior '31                                                | 1 - 8 (1 - 5) | Ajax | Opstelling Ajax: |
| Sportpark de Koerbelt, Rijssen 3.500 toeschouwers Arbiter: Eric Braamhaar Oefenduel            | Jelte van der Berg 11'                                       |               | 8' Luis Suárez 13' Darío Cvitanich 20' Gabri 30' Luis Suárez 42' Gabri 57' (p) Kenneth Pérez 70' Vurnon Anita 88' Kenneth Pérez | Dennis Gentenaar, Jurgen Colin, Vito Wormgoor, Robbert Schilder, Donovan Slijngard, Gabri, Ismaïl Aissati, Jeffrey Sarpong, Luis Suárez, Darío Cvitanich, Javier Martina Wisselspelers Ajax: Sergio Padt, Gregory van der Wiel, George Ogăraru, Vurnon Anita, Mitchell Donald, Kennedy Bakırcıoğlu, Kenneth Pérez, Siem de Jong, Dennis Rommedahl, Leonardo Wissels Ajax: 46' Dennis Gentenaar Sergio Padt 46' Jurgen Colin George Ogăraru 46' Vito Wormgoor Gregory van der Wiel 46' Robbert Schilder Vurnon Anita 46' Gabri Kenneth Pérez 46' Ismaïl Aissati Siem de Jong 46' Jeffrey Sarpong Mitchell Donald 46' Javier Martina Dennis Rommedahl 46' Darío Cvitanich Kennedy Bakırcıoğlu 46' Luis Suárez Leonardo                                                                                                  |
|                                                                                                |                                                              |               | | |
| vrijdag 1 augustus 2008, 20:45 uur                                                             | Cardiff City FC                                              | 0 - 0 (0 - 0) | Ajax | Opstelling Ajax: |
| Ninian Park, Cardiff 11.400 toeschouwers Arbiter: Mark Whitby VansDirect Cup                   |                                                              |               | | Maarten Stekelenburg, George Ogăraru, Oleguer, Vurnon Anita, Robbert Schilder, Rasmus Lindgren, Kenneth Pérez, Imsaïl Aissati, Dennis Rommedahl, Klaas-Jan Huntelaar, Albert Luque Wisselspelers Ajax: Dennis Gentenaar, Bruno Silva, Kennedy Bakırcıoğlu, Siem de Jong, Leonardo, Jeffrey Sarpong, Mitchell Donald, Donovan Slijngard, Javier Martina Wissels Ajax: 46' Klaas-Jan Huntelaar Leonardo 46' Rasmus Lindgren Kennedy Bakırcıoğlu 63' Ismaïl Aissati Jeffrey Sarpong 63' Oleguer Donovan Slijngard 68' George Ogăraru Bruno Silva 70' Jeffrey Sarpong Mitchell Donald 70' Albert Luque Javier Martina 71' Kenneth Pérez Siem de Jong |
|                                                                                                |                                                              |               | | |
| zondag 3 augustus 2008, 15:00 uur                                                              | Sunderland AFC                                               | 0 - 1 (0 - 0) | Ajax | Opstelling Ajax: |
| Stadium of Light, Sunderland 19.768 toeschouwers Arbiter: Mark Halsey Oefenduel                |                                                              |               | 54' Klaas-Jan Huntelaar | Maarten Stekelenburg, Vurnon Anita, Oleguer, Bruno Silva, Darío Cvitanich, Gabri, Rasmus Lindgren, Robbert Schilder, Ismaïl Aissati, Klaas-Jan Huntelaar, Luis Suárez Wisselspelers Ajax: Dennis Gentenaar, Kenneth Pérez, Kennedy Bakırcıoğlu, Miralem Sulejmani, Leonardo, Albert Luque, Donovan Slijngard, Mitchell Donald, Javier Martina, George Ogăraru Wissels Ajax: 60' Klaas-Jan Huntelaar Miralem Sulejmani 61' Vurnon Anita Donovan Slijngard 61' Rasmus Lindgren Mitchell Donald 71' Bruno Silva George Ogăraru 81' Luis Suárez Javier Martina |
|                                                                                                |                                                              |               | | |
| zaterdag 16 augustus 2008, 21:30 uur                                                           | Real Murcia                                                  | 2 - 1 (0 - 0) | Ajax | Opstelling Ajax: |
| Estadio Nueva Condomina, Murcia 14.000 toeschouwers Arbiter: Gregorio Bernabé Garcia Oefenduel | Ranko Despotovic 52' Boubacar Dialiba 84'                    |               | 24' Gabri 39' Bruno Silva 58' Luis Suárez                                                                                       | Maarten Stekelenburg, Bruno Silva, Oleguer, Gregory van der Wiel, Robbert Schilder, Gabri, Darío Cvitanich, Rasmus Lindgren, Luis Suárez, Klaas-Jan Huntelaar, Miralem Sulejmani Wisselspelers Ajax: Marco Bizot, George Ogăraru, Ismaïl Aissati, Dennis Rommedahl, Leonardo, Siem de Jong, Javier Martina, Donovan Slijngard, Vurnon Anita Wissels Ajax: 66' Darío Cvitanich Siem de Jong |
|                                                                                                |                                                              |               | | |
| zaterdag 10 januari 2009, 16:00 uur                                                            | VfB Stuttgart                                                | 3 - 2 (3 - 1) | Ajax | Opstelling Ajax: |
| Estádio da Nora, Ferreiras 300 toeschouwers Arbiter: Paolo Felipe Oefenduel                    | Martin Lanig 21' Julian Schieber 29' Thomas Hitzlsperger 40' |               | 22' Luis Suárez 65' Darío Cvitanich                                                                                             | Kenneth Vermeer, Toby Alderweireld, Oleguer, Robbert Schilder, Bruno Silva, Urby Emanuelson, Eyong Enoh, Gabri, Darío Cvitanich, Luis Suárez, Miralem Sulejmani Wisselspelers Ajax: Sergio Padt, Vurnon Anita, Daley Blind, Maarten Stekelenburg, Siem de Jong, Evander Sno, Jeffrey Sarpong, Leonardo Wissels Ajax: 46' Kenneth Vermeer Maarten Stekelenburg 62' Urby Emanuelson Siem de Jong 62' Eyong Enoh Evander Sno 62' Miralem Sulejmani Jeffrey Sarpong 76' Luis Suárez Leonardo |

#### Afscheidswedstrijd Jaap Stam
|                                                                                              |                                                     |               |                                                        | |
| zaterdag 26 juli 2008, 20:30 uur                                                             | Team Jaap Stam                                      | 3 - 3 (1 - 0) | Ajax                                                   | Selectie Team Jaap Stam: |
| FC Zwolle Stadion, Zwolle 10.000 toeschouwers Arbiter: Dick Jol Afscheidswedstrijd Jaap Stam | Phillip Cocu 13' Marc Overmars 52' Phillip Cocu 54' |               | 58' Mitchell Donald 64' Leonardo 88' Donovan Slijngard | Ronald Waterreus, Frank de Boer, Arthur Numan, Wim Jonk, Marc Overmars, Phillip Cocu, Dennis Bergkamp, Clarence Seedorf, Aron Winter, Michael Reiziger, Henning Berg, Henk Timmer, Ronald de Boer, Patrick Kluivert, Edgar Davids, Arno Arts, René Eijckelkamp, Bert Konterman, Cristian Brocchi, Ronnie Johnson, Giuseppe Favalli, Kacha Kaladze Opstelling Ajax: Dennis Gentenaar, Jaap Stam, Kennedy Bakırcıoğlu, Gregory van der Wiel, George Ogăraru, Jeffrey Sarpong, Robbert Schilder, Gabri, Darío Cvitanich, Luis Suárez, Klaas-Jan Huntelaar Wisselspelers Ajax: Sergio Padt, Dennis Rommedahl, Jurgen Colin, Kenneth Pérez, Siem de Jong, Leonardo, Vurnon Anita, Mitchell Donald, Donovan Slijngard, Javier Martina, Vito Wormgoor Wissels Ajax: 45' Dennis Gentenaar Sergio Padt 45' Jaap Stam Vito Wormgoor 45' Robbert Schilder Donovan Slijngard 45' Gregory van der Wiel Vurnon Anita 45' Darío Cvitanich Javier Martina 45' Gabri Siem de Jong 45' Jeffrey Sarpong Kenneth Pérez 45' Klaas-Jan Huntelaar Mitchell Donald 45' Kennedey Bakırcıoğlu Dennis Rommedahl 45' Luis Suárez Leonardo |

#### LG Amsterdam Tournament 2008
| |                                                   |               | | |
| vrijdag 8 augustus 2008, 21:15 uur                                                                              | Ajax                                              | 2 - 3 (2 - 0) | Arsenal FC                                                                                            | Opstelling Ajax: |
| Amsterdam ArenA, Amsterdam 35.000 toeschouwers Arbiter: Kevin Blom Eerste wedstrijd LG Amsterdam Tournament     | Luis Suárez 34' Klaas-Jan Huntelaar 36' Gabri 57' |               | 57' William Gallas 58' Cesc Fabrégas 67' Emmanuel Adebayor 75' Nicklas Bendtner 83' Emmanuel Adebayor | Maarten Stekelenburg, Bruno Silva, Oleguer, Vurnon Anita, Robbert Schilder, Gabri, Ismaïl Aissati, Rasmus Lindgren, Luis Suárez, Klaas-Jan Huntelaar, Darío Cvitanich Wisselspelers Ajax: Dennis Gentenaar, Donovan Slijngard, Gregory van der Wiel, Mitchell Donald, Siem de Jong, Javier Martina, Miralem Sulejmani Wissels Ajax: 64' Darío Cvitanich Miralem Sulejmani 69' Vurnon Anita Gregory van der Wiel 72' Ismaïl Aissati Mitchell Donald                                                              |
| |                                                   |               | | |
| zaterdag 9 augustus 2008, 21:15 uur                                                                             | Ajax                                              | 0 - 1 (0 - 1) | Internazionale                                                                                        | Opstelling Ajax: |
| Amsterdam ArenA, Amsterdam 40.000 toeschouwers Arbiter: Eric Braamhaar Tweede wedstrijd LG Amsterdam Tournament | Darío Cvitanich 34'                               |               | 5' Adriano 34' Luís Figo                                                                              | Maarten Stekelenburg, Toby Alderweireld, George Ogăraru, Donovan Slijngard, Gregory van der Wiel, Siem de Jong, Mitchell Donald, Dennis Rommedahl, Darío Cvitanich, Leonardo, Javier Martina Wisselspelers Ajax: Roy Ouwerkerk, Robbert Schilder, Miralem Sulejmani, Gabri, Vurnon Anita, Klaas-Jan Huntelaar, Ismaïl Aissati Wissels Ajax: 46' Darío Cvitanich Miralem Sulejmani 50' Mitchell Donald Gabri 61' Dennis Rommedahl Vurnon Anita 61' Leonardo Klaas-Jan Huntelaar 75' Javier Martina Imaïl Aissati |

###### Eindstand LG Amsterdam Tournament 2008
|    | Team           | Gespeeld | Gewonnen | Gelijk | Verloren | Doelpunten | Punten |
| -- | -------------- | -------- | -------- | ------ | -------- | ---------- | ------ |
| 1. | Arsenal FC     | 2        | 1        | 1      | 0        | 4          | 8      |
| 2. | Internazionale | 2        | 1        | 1      | 0        | 1          | 5      |
| 3. | Sevilla FC     | 2        | 0        | 2      | 0        | 1          | 3      |
| 4. | Ajax           | 2        | 0        | 0      | 2        | 2          | 2      |

- Op het LG Amsterdam Tournament 2008 krijgen de clubs naast het traditionele puntensysteem ook een punt voor elk gescoord doelpunt.

#### KNVB Beker 2008 / 2009

##### Tweede ronde
|                                                                                              |                                                        |               |                                                                                    | |
| donderdag 25 september 2008, 20:45 uur                                                       | Ajax                                                   | 2 - 0 (0 - 0) | FC Utrecht                                                                         | Opstelling Ajax: |
| Amsterdam ArenA, Amsterdam 23.368 toeschouwers Arbiter: Jan Wegereef Tweede Ronde KNVB Beker | Luis Suárez 70' Eyong Enoh 81' Klaas-Jan Huntelaar 87' |               | 23' Tim Cornelisse 27' Mihai Neșu 48' Francis Dickoh 68' Mihai Neșu 71' Loïc Loval | Maarten Stekelenburg, Urby Emanuelson, Bruno Silva, Gregory van der Wiel, Thomas Vermaelen, Siem de Jong, Eyong Enoh, Jan Vertonghen, Klaas-Jan Huntelaar, Jeffrey Sarpong, Luis Suárez Wisselspelers Ajax: Kenneth Vermeer, Vurnon Anita, Evander Sno, Leonardo, Darío Cvitanich, Robbert Schilder, Rasmus Lindgren Wissels Ajax: 88' Jan Vertonghen Rasmus Lindgren 88' Jeffrey Sarpong Darío Cvitanich 90' Urby Emanuelson Robbert Schilder |

##### Derde ronde
|                                                                                          |                                                                                         |                       |                      | |
| woensdag 12 november 2008, 18:30 uur                                                     | FC Volendam                                                                             | 1 - 0 (0 - 0)         | Ajax                 | Opstelling Ajax: |
| Kras Stadion, Volendam 5224 toeschouwers Arbiter: Jack van Hulten Derde Ronde KNVB Beker | Yannick de Wit 23' Paul de Lange 38' Gerry Koning 108' Jack Tuijp 111' Vit Valenta 122' | verlies na verlenging | 36' Thomas Vermaelen | Kenneth Vermeer, Oleguer, Gregory van der Wiel, Jan Vertonghen, Thomas Vermaelen, Kennedy Bakırcıoğlu, Gabri, Rasmus Lingren, Luis Suárez, Marvin Zeegelaar, Evander Sno Wisselspelers Ajax: Hans Vonk, Bruno Silva, Siem de Jong, Leonardo, Vurnon Anita, Toby Alderweireld, Robbert Schilder Wissels Ajax: 62' Oleguer Robbert Schilder 84' Evander Sno Leonardo 91' Marvin Zeegelaar Siem de Jong |

#### UEFA Cup 2008 / 2009

##### Eerste ronde
| |                                                         |               | | |
| donderdag 18 september 2008, 21:00 uur                                                                           | FK Borac Čačak                                          | 1 - 4 (0 - 2) | Ajax | Opstelling Ajax: |
| Crvena Zvezda-stadion, Belgrado 5.000 toeschouwers Arbiter: Stanislav Sukhina Speelronde 1 Eerste Ronde UEFA Cup | Slavko Marić 45' Dragan Milovanović 50' Zoran Antić 62' |               | 13' Miralem Sulejmani 36' Luis Suárez 67' Urby Emanuelson 71' Klaas-Jan Huntelaar 86' Klaas-Jan Huntelaar | Maarten Stekelenburg, Gregory van der Wiel, Thomas Vermaelen, Oleguer, Urby Emanuelson, Evander Sno, Miralem Sulejmani, Jan Vertonghen, Luis Suárez, Klaas-Jan Huntelaar, Jeffrey Sarpong Wisselspelers Ajax: Kenneth Vermeer, Bruno Silva, Rasmus Lindgren, Darío Cvitanich, Siem de Jong, Leonardo, Robbert Schilder Wissels Ajax: 46' Evander Sno Rasmus Lindgren 75' Jeffrey Sarpong Siem de Jong 79' Miralem Sulejmani Leonardo |
| |                                                         |               | | |
| donderdag 2 oktober 2008, 20:30 uur                                                                              | Ajax                                                    | 2 - 0 (0 - 0) | FK Borac Čačak                                                                                            | Opstelling Ajax: |
| Amsterdam ArenA, Amsterdam 18.139 toeschouwers Arbiter: Bernhard Brugger Speelronde 2 Eerste Ronde UEFA Cup      | Jeffrey Sarpong 71' Luis Suárez 90'                     |               | | Kenneth Vermeer, Robbert Schilder, Bruno Silva, Gregory van der Wiel, Thomas Vermaelen, Darío Cvitanich, Eyong Enoh, Evander Sno, Jan Vertonghen, Klaas-Jan Huntelaar, Luis Suárez Wisselspelers Ajax: Sergio Padt, Siem de Jong, Leonardo, Dennis Rommedahl, Jeffrey Sarpong, Vurnon Anita Wissels Ajax: 46' Evander Sno Jeffrey Sarpong 54' Jan Vertonghen Rasmus Lindgren 58' Eyong Enoh Vurnon Anita                             |

##### Groepsfase
| |                                                                         |               |                                                                      | |
| donderdag 23 oktober 2008, 21:15 uur                                                                        | Aston Villa FC                                                          | 2 - 1 (2 - 1) | Ajax                                                                 | Opstelling Ajax: |
| Villa Park, Birmingham 32.000 toeschouwers Arbiter: Thomas Einwaller Speelronde 1 Groepsfase UEFA Cup       | Martin Laursen 8' Gareth Barry 45' Carlos Cuéllar 73' Craig Gardner 86' |               | 22' Thomas Vermaelen                                                 | Kenneth Vermeer, Bruno Silva, Oleguer, Thomas Vermaelen, Urby Emanuelson, Gabri, Rasmus Lindgren, Jan Vertonghen, Luis Suarez, Klaas-Jan Huntelaar, Jeffrey Sarpong Wisselspelers Ajax: Hans Vonk, Toby Alderweireld, Darío Cvitanich, Leonardo, Robbert Schilder, Evander Sno, Gregory van der Wiel, Vurnon Anita Wissels Ajax: 56' Jeffrey Sarpong Darío Cvitanich 60' Luis Suárez Leonardo 78' Bruno Silva Gregory van der Wiel |
| |                                                                         |               |                                                                      | |
| donderdag 6 november 2008, 20:45 uur                                                                        | Ajax                                                                    | 1 - 0 (1 - 0) | MŠK Žilina                                                           | Opstelling Ajax: |
| Amsterdam ArenA, Amsterdam 24.200 toeschouwers Arbiter: Douglas McDonald Speelronde 2 Groepsfase UEFA Cup   | Luis Suárez 42'                                                         |               | 44' Mario Pečalka                                                    | Kenneth Vermeer, Gregory van der Wiel, Oleguer, Thomas Vermaelen, Jan Vertonghen, Rasmus Lindgren, Gabri, Siem de Jong, Luis Suárez, Klaas-Jan Huntelaar, Urby Emanuelson Wisselspelers Ajax: Hans Vonk, Bruno Silva, Leonardo, Evander Sno, Kennedy Bakırcıoğlu, Vurnon Anita, Robbert Schilder Wissels Ajax: 46' Siem de Jong Kennedy Bakırcıoğlu 74' Rasmus Lindgren Robbert Schilder                                           |
| |                                                                         |               |                                                                      | |
| donderdag 27 november 2008, 21:00 uur                                                                       | Hamburger SV                                                            | 0 - 1 (0 - 0) | Ajax                                                                 | Opstelling Ajax: |
| HSH Nordbank Arena, Hamburg 45.000 toeschouwers Arbiter: Paolo Tagliavento Speelronde 3 Groepsfase UEFA Cup |                                                                         |               | 21' Eyong Enoh 51' Rasmus Lindgren 78' Leonardo                      | Kenneth Vermeer, Gregory van der Wiel, Oleguer, Jan Vertonghen, Thomas Vermaelen, Eyong Enoh, Miralem Sulejmani, Rasmus Lindgren, Kennedy Bakırcıoğlu, Luis Suárez, Urby Emanuelson Wisselspelers Ajax: Hans Vonk, Toby Alderweireld, Bruno Silva, Robbert Schilder, Evander Sno, Gabri, Leonardo Wissels Ajax: 60' Miralem Sulejmani Leonardo 60' Eyong Enoh Gabri 73' Kennedy Bakırcıoğlu Evander Sno                            |
| |                                                                         |               |                                                                      | |
| woensdag 17 december 2008, 20:45 uur                                                                        | Ajax                                                                    | 2 - 2 (1 - 2) | Slavia Praag                                                         | Opstelling Ajax: |
| Amsterdam ArenA, Amsterdam 30.000 toeschouwers Arbiter: Sten Kaldma Speelronde 4 Groepsfase UEFA Cup        | Jan Vertonghen 3' Luis Suárez 65' Vurnon Anita 83' Luis Suárez (p) 90'  |               | 13' Jaroslav Černý 41' Marek Jarolim 78' Marek Suchy 92' Jakus Diviš | Kenneth Vermeer, Gregory van der Wiel, Oleguer, Vurnon Anita, Thomas Vermaelen, Siem de Jong, Miralem Sulejmani, Jan Vertonghen, Luis Suárez, Darío Cvitanich, Urby Emanuelson Wisselspelers Ajax: Hans Vonk, Bruno Silva, Evander Sno, Leonardo, Jeffrey Sarpong, Robbert Schilder, Daley Blind Wissels Ajax: 46' Urby Emanuelson Daley Blind 76' Darío Cvitanich Leonardo                                                        |

###### Eindstand groepsfase UEFA Cup groep F
|    | Team             | Gespeeld | Gewonnen | Gelijk | Verloren | Doelpunten voor | Doelpunten tegen | Doelsaldo | Punten |
| -- | ---------------- | -------- | -------- | ------ | -------- | --------------- | ---------------- | --------- | ------ |
| 1. | Hamburger SV *   | 4        | 3        | 0      | 1        | 7               | 3                | +4        | 9      |
| 2. | Ajax *           | 4        | 2        | 1      | 1        | 5               | 4                | +1        | 7      |
| 3. | Aston Villa FC * | 4        | 2        | 0      | 2        | 5               | 6                | −1        | 6      |
| 4. | MŠK Žilina       | 4        | 1        | 1      | 2        | 3               | 4                | −1        | 4      |
| 5. | Slavia Praag     | 4        | 0        | 2      | 2        | 2               | 5                | −3        | 2      |

- In de groepsfase van de UEFA Cup spelen alle teams 4 wedstrijden, 2 thuis- en 2 uitwedstrijden.
- De eerste drie ploegen gaan door naar de derde ronde van de UEFA Cup.

##### Derde ronde
| |                                                 |               |                                                                                   | |
| donderdag 19 februari 2009, 20:45 uur                                                                                 | Fiorentina                                      | 0 - 1 (0 - 0) | Ajax                                                                              | Opstelling Ajax: |
| Stadio Artemio Franchi, Florence 19.018 toeschouwers Arbiter: César Muniz Fernandez Speelronde 1 Derde Ronde UEFA Cup | Alessandro Gamberini 44'                        |               | 44' Luis Suárez 45' Robbert Schilder 60' Kennedy Bakırcıoğlu 63' Thomas Vermaelen | Maarten Stekelenburg, Gregory van der Wiel, Oleguer, Robbert Schilder, Rasmus Lindgren, Urby Emanuelson, Vurnon Anita, Kennedy Bakırcıoğlu, Luis Suárez, Miralem Sulejmani Wisselspelers Ajax: Kenneth Vermeer, Toby Alderweireld, Evander Sno, Javier Martina, Bruno Silva, Leonardo, Jeffrey Sarpong Wissels Ajax: 58' Miralem Sulejmani Leonardo 77' Robbert Schilder Evander Sno                              |
| |                                                 |               |                                                                                   | |
| donderdag 26 februari 2009, 20:45 uur                                                                                 | Ajax                                            | 1 - 1 (0 - 0) | Fiorentina                                                                        | Opstelling Ajax: |
| Amsterdam ArenA, Amsterdam 42.279 toeschouwers Arbiter: Stefan Johannesson Speelronde 2 Derde Ronde UEFA Cup          | Eyong Enoh 15' Rasmus Lindgren 24' Leonardo 88' |               | 24' Marco Donadel 30' Adrian Mutu 39' Luciano Zauri 61' Alberto Gilardino         | Kenneth Vermeer, Gregory van der Wiel, Oleguer, Thomas Vermaelen, Jan Vertonghen, Rasmus Lindgren, Gabri, Eyong Enoh, Urby Emanuelson, Suárez, Miralem Sulejmani Wisselspelers Ajax: Dennis Gentenaar, Kennedy Bakırcıoğlu, Ismaïl Aissati, Leonardo, Vurnon Anita, Robbert Schilder, Toby Alderweireld Wissels Ajax: 70' Rasmus Lindgren Leonardo 79' Gabri Vurnon Anita 92' Miralem Sulejmani Toby Alderweireld |

##### Achtste Finale
| |                                                                                             |                       | | |
| donderdag 12 maart 2009, 20:45 uur                                                                         | Olympique Marseille                                                                         | 2 - 1 (2 - 1)         | Ajax | Opstelling Ajax: |
| Stade Vélodrome, Marseille 35.000 toeschouwers Arbiter: Ivan Bebek Speelronde 1 Achtste Finale UEFA Cup    | Benoît Cheyrou 18' Benoît Cheyrou 31' Mamadou Niang '32 Taye Taiwo 37' Modeste M'Bami 56'   |                       | 29' Thomas Vermaelen 35' (p) Luis Suárez 37' Gregory van der Wiel 41' Gregory van der Wiel 88' Leonardo              | Kenneth Vermeer, Gregory van der Wiel, Toby Alderweireld, Oleguer, Thomas Vermaelen, Eyong Enoh, Ismaïl Aissati, Rasmus Lingren, Miralem Sulejmani, Luis Suárez, Urby Emanuelson Wisselspelers Ajax: Maarten Stekelenburg, Bruno Silva, Leonardo, Robbert Schilder, Daley Blind, Vurnon Anita, Darío Cvitanich Wissels Ajax: 23' Rasmus Lindgren Robbert Schilder 43' Urby Emanuelson Bruno Silva 84' Luis Suárez Leonardo |
| |                                                                                             |                       | | |
| woensdag 18 maart 2009, 20:45 uur                                                                          | Ajax                                                                                        | 2 - 2 (1 - 1)         | Olympique Marseille                                                                                                  | Selectie Ajax: |
| Amsterdam ArenA, Amsterdam 47.650 toeschouwers Arbiter: Florian Meyer Speelronde 2 Achtste Finale UEFA Cup | Eyong Enoh 33' Luis Suárez '68 Miralem Sulejmani 74' Robbert Schilder 108' Bruno Silva 122' | verlies na verlenging | 15' Mathieu Valbuena 28' Vitorino Hilton 35' Mamadou Niang 45' Mamadou Niang 103' Julien Rodriguez 109' Tyrone Mears | Kenneth Vermeer, Bruno Silva, Oleguer, Toby Alderweireld, Robbert Schilder, Vurnon Anita, Ismaïl Aissati, Eyong Enoh, Miralem Sulejmani, Luis Suárez, Urby Emanuelson Wisselspelers Ajax: Maarten Stekelenburg, Darío Cvitanich, Siem de Jong, Leonardo, Jeffrey Sarpong, Daley Blind, Darko Bodul Wissels Ajax: 98' Ismaïl Aissati Leonardo 105' Miralem Sulejmani Darío Cvitanich 112' Eyong Enoh Siem de Jong           |

#### Eredivisie 2008 / 2009
| | |               | | |
| zaterdag 30 augustus 2008, 18:45 uur                                                                     | Willem II | 2 - 1 (0 - 1) | Ajax | Opstelling Ajax: |
| Willem II Stadion, Tilburg 14.000 toeschouwers Arbiter: Pieter Vink Speelronde 1 Eredivisie              | Frank Demouge 47' Ibrahim Kargbo 57' Ibad Muhamadu 57' Mehmet Akgün 65' Leonardo Henrique Veloso 69'                                                                  |               | 23' Miralem Sulejmani 83' Evander Sno | Maarten Stekelenburg, Bruno Silva, Olequer, Thomas Vermaelen, Jan Vertonghen, Evander Sno, Rasmus Lindgren, Urby Emanuelson, Luis Suárez, Klaas-Jan Huntelaar, Miralem Sulejmani Wisselspelers Ajax: Dennis Gentenaar, Ismaïl Aissati, Dennis Rommedahl, Gregory van der Wiel, Darío Cvitanich, Jeffrey Sarpong, Siem de Jong Wissels Ajax: 66' Miralem Sulejmani Darío Cvitanich 68' Urby Emanuelson Jeffrey Sarpong 69' Bruno Silva Gregory van der Wiel |
| | |               | | |
| zondag 14 september 2008, 14:30 uur                                                                      | Ajax | 1 - 0 (0 - 0) | Roda JC | Opstelling Ajax: |
| Amsterdam ArenA, Amsterdam 47.468 toeschouwers Arbiter: Roelof Luinge Speelronde 2 Eredivisie            | Urby Emanuelson 15' Thomas Vermaelen 54' Luis Suárez 69' |               | 6' Marcel Meeuwis 67' Willem Janssen 83' Andres Oper                                                                                                 | Maarten Stekelenburg, Olequer, Thomas Vermaelen, Urby Emanuelson, Gregory van der Wiel, Jan Vertonghen, Miralem Sulejmani, Evander Sno, Leonardo, Jeffrey Sarpong, Klaas-Jan Huntelaar Wisselspelers Ajax: Dennis Gentenaar, Bruno Silva, Rasmus Lindgren, Luis Suárez, Darío Cvitanich, Siem de Jong, Robbert Schilder Wissels Ajax: 59' Leonardo Luis Suárez 81' Klaas-Jan Huntelaar Rasmus Lindgren                                                     |
| | |               | | |
| zondag 21 september 2008, 12:30 uur                                                                      | Feyenoord | 2 - 2 (0 - 1) | Ajax | Opstelling Ajax: |
| Stadion Feijenoord, Rotterdam 42.000 toeschouwers Arbiter: Eric Braamhaar Speelronde 3 Eredivisie        | Diego Biseswar 2' Tim de Cler 39' Henk Timmer 43' Jon Dahl Tomasson 50' Kevin Hofland 67' Jon Dahl Tomasson (p) 85' Luigi Bruins 88'                                  |               | 27' Gregory van der Wiel 38' Jeffrey Sarpong 40' Luis Suárez 45' Jeffrey Sarpong 69' Klaas-Jan Huntelaar 84' Urby Emanuelson                         | Maarten Stekelenburg, Gregory van der Wiel, Olequer, Thomas Vermaelen, Urby Emanuelson, Evander Sno, Miralem Sulejmani, Jan Vertonghen, Luis Suárez, Klaas-Jan Huntelaar, Jeffrey Sarpong Wisselspelers Ajax: Kenneth Vermeer, Leonardo, Robbert Schilder, Bruno Silva, Rasmus Lindgren, Darío Cvitanich, Eyong Enoh Wissels Ajax: 10' Miralem Sulejmani Leonardo 62' Evander Sno Rasmus Lindgren 75' Jeffrey Sarpong Eyong Enoh                           |
| | |               | | |
| zondag 28 september 2008, 14:30 uur                                                                      | Ajax | 3 - 0 (0 - 0) | Vitesse | Opstelling Ajax: |
| Amsterdam ArenA, Amsterdam 47.000 toeschouwers Arbiter: Reinold Wiedemeijer Speelronde 4 Eredivisie      | Luis Suárez 34' Jan Vertonghen 56' Luis Suárez 61' Jan Vertonghen 76' Jan Vertonghen 82'                                                                              |               | 34' Rogier Molhoek 36' Nicky Hofs | Maarten Stekelenburg, Bruno Silva, Gregory van der Wiel, Thomas Vermaelen, Robbert Schilder, Eyong Enoh, Jan Vertonghen, Siem de Jong, Luis Suárez, Klaas-Jan Huntelaar, Jeffrey Sarpong Wisselspelers Ajax: Kenneth Vermeer, Rasmus Lindgren, Evander Sno, Vurnon Anita, Dennis Rommedahl, Darío Cvitanich, Leonardo Wissels Ajax: 46' Jeffrey Sarpong Darío Cvitanich 86' Jan Vertonghen Rasmus Lindgren                                                 |
| | |               | | |
| zondag 5 oktober 2008, 16:30 uur                                                                         | Sc Heerenveen | 5 - 2 (2 - 0) | Ajax | Opstelling Ajax: |
| Abe Lenstra Stadion, Heerenveen 25.000 toeschouwers Arbiter: Pieter Vink Speelronde 5 Eredivisie         | Bruno Silva (e.d.) 4' Roy Beerens 08' Gerald Sibon 51' Mika Väyrynen 60' Danijel Pranjić 63' Christian Grindheim 78' Danijel Pranjić (p) 90'                          |               | 18' Gregory van der Wiel 21' Jan Vertonghen 45' Luis Suárez 62' Jeffrey Sarpong 79' Klaas-Jan Huntelaar 81' (p) Luis Suárez 89' Gregory Van der Wiel | Kenneth Vermeer, Urby Emanuelson, Bruno Silva, Gregory van der Wiel, Thomas Vermaelen, Eyong Enoh, Jeffrey Sarpong, Jan Vertonghen, Darío Cvitanich, Klaas-Jan Huntelaar, Luis Suárez Wisselspelers Ajax: Sergio Padt, Robbert Schilder, Siem de Jong, Evander Sno, Dennis Rommedahl, Vurnon Anita, Rasmus Lindgren Wissels Ajax: 9' Eyong Enoh Rasmus Lindgren 46' Bruno Silva Dennis Rommedahl 76' Jan Vertonghen Vurnon Anita                           |
| | |               | | |
| zaterdag 18 oktober 2008, 20:45 uur                                                                      | Ajax | 1 - 0 (1 - 0) | FC Groningen | Opstelling Ajax: |
| Amsterdam ArenA, Amsterdam 45.531 toeschouwers Arbiter: Bas Nijhuis Speelronde 6 Eredivisie              | Oleguer 37' Bruno Silva 53' |               | 68' Andreas Granqvist | Kenneth Vermeer, Bruno Silva, Oleguer, Thomas Vermaelen, Urby Emanuelson, Gabri, Rasmus Lindgren, Jan Vertonghen, Luis Suárez, Klaas-Jan Huntelaar, Jeffrey Sarpong Wisselspelers Ajax: Hans Vonk, Dennis Rommedahl, Siem de Jong, Leonardo, Evander Sno, Vurnon Anita, Robbert Schilder Wissels Ajax: 57' Jeffrey Sarpong Dennis Rommedahl |
| | |               | | |
| zondag 26 oktober 2008, 14:30 uur                                                                        | Ajax | 2 - 0 (1 - 0) | N.E.C. | Opstelling Ajax: |
| Amsterdam ArenA, Amsterdam 46.000 toeschouwers Arbiter: Ruus Bossen Speelronde 7 Eredivisie              | Thomas Vermaelen 33' Klaas-Jan Huntelaar 44' Luis Suárez 73' |               | 51' Peter Wisgerhof | Kenneth Vermeer, Gregory van der Wiel, Thomas Vermaelen, Oleguer, Urby Emanuelson, Rasmus Lindgren, Gabri, Jan Vertonghen, Darío Cvitanich, Klaas-Jan Huntelaar, Luis Suárez Wisselspelers Ajax: Hans Vonk, Bruno Silva, Siem de Jong, Leonardo, Evander Sno, Vurnon Anita, Robbert Schilder Wissels Ajax: 13' Darío Cvitanich Leonardo 41' Gabri Siem de Jong 87' Luis Suárez Robbert Schilder                                                            |
| | |               | | |
| woensdag 29 oktober 2008, 20:00 uur                                                                      | Heracles Almelo | 1 - 3 (1 - 1) | Ajax | Opstelling Ajax: |
| Polman Stadion, Almelo 8.500 toeschouwers Arbiter: Richard Liesveld Speelronde 8 Eredivisie              | Jan Wuytens 29' Birger Maertens 68' Ricky van den Bergh 78' |               | 2' Luis Suárez 43' Siem de Jong 66' Gregory van der Wiel 77' Klaas-Jan Huntelaar 79' Luis Suárez 82' Klaas-Jan Huntelaar                             | Kenneth Vermeer, Oleguer, Thomas Vermaelen, Gregory van der Wiel, Urby Emanuelson, Rasmus Lindgren, Siem de Jong, Jan Vertonghen, Luis Suárez, Klaas-Jan Huntelaar, Leonardo Wisselspelers Ajax: Bruno Silva, Gabri, Evander Sno, Vurnon Anita, Hans Vonk, Javier Martina, Robbert Schilder Wissels Ajax: 46' Leonardo Gabri 74' Siem de Jong Evander Sno                                                                                                  |
| | |               | | |
| zaterdag 1 november 2008, 18:45 uur                                                                      | FC Twente | 0 - 2 (0 - 1) | Ajax | Opstelling Ajax: |
| De Grolsch Veste, Enschede 24.000 toeschouwers Arbiter: Roelof Luinge Speelronde 9 Eredivisie            | Blaise Nkufo 42' Rob Wielaert 49' |               | 40' Siem de Jong 90' Jan Vertonghen 91' Rasmus Lindgren                                                                                              | Kenneth Vermeer, Gregory van der Wiel, Oleguer, Thomas Vermaelen, Jan Vertonghen, Gabri, Siem de Jong, Rasmus Lindgren, Javier Martina, Klaas-Jan Huntelaar, Urby Emanuelson Wisselspelers Ajax: Hans Vonk, Kennedy Bakırcıoğlu, Evander Sno, Leonardo, Bruno Silva, Robbert Schilder, Vurnon Anita Wissels Ajax: 61' Javier Martina Kennedy Bakırcıoğlu 71' Klaas-Jan Huntelaar Evander Sno                                                               |
| | |               | | |
| zondag 9 november 2008, 14:30 uur                                                                        | Ajax | 5 - 2 (3 - 0) | Sparta Rotterdam | Opstelling Ajax: |
| Amsterdam ArenA, Amsterdam 48.000 toeschouwers Arbiter: Pol van Boekel Speelronde 10 Eredivisie          | Klaas-Jan Huntelaar 16' Luis Suárez 21' Evander Sno 42' Luis Suárez 45' Kennedy Bakırcıoğlu 74' Leonardo 85'                                                          |               | 8' Ruud Knol 31' Édouard Duplan 57' Joshua John 71' Ayodele Adeleye 89' Yuri Rose                                                                    | Kenneth Vermeer, Oleguer, Gregory van der Wiel, Thomas Vermaelen, Jan Vertonghen, Gabri, Luis Suárez, Rasmus Lindgren, Kennedy Bakırcıoğlu, Klaas-Jan Huntelaar, Urby Emanuelson Wisselspelers Ajax: Hans Vonk, Bruno Silva, Siem de Jong, Leonardo, Evander Sno, Vurnon Anita, Robbert Schilder Wissels Ajax: 38' Klaas-Jan Huntelaar Evander Sno 69' Oleguer Robbert Schilder 79' Luis Suárez Leonardo                                                   |
| | |               | | |
| zondag 16 november 2008, 12:30 uur                                                                       | Ajax | 4 - 1 (1 - 0) | PSV | Opstelling Ajax: |
| Amsterdam ArenA, Amsterdam 49.665 toeschouwers Arbiter: Kevin Blom Speelronde 11 Eredivisie              | Luis Suárez 27' Miralem Sulejmani 74' Erik Pieters (e.d.) 78' Leonardo 91'                                                                                            |               | 56' Ibrahim Afellay 60' Carlos Salcido 86' Danny Koevermans                                                                                          | Kenneth Vermeer, Gregory van der Wiel, Oleguer, Jan Vertonghen, Thomas Vermaelen, Eyong Enoh, Kennedy Bakırcıoğlu, Rasmus Lindgren, Dennis Rommedahl, Luis Suárez, Urby Emanuelson Wisselspelers Ajax: Hans Vonk, Bruno Silva, Miralem Sulejmani, Gabri, Leonardo, Evander Sno, Robbert Schilder Wissels Ajax: 61' Dennis Rommedahl Miralem Sulejmani 73' Kennedy Bakırcıoğlu Gabri 88' Luis Suárez Leonardo                                               |
| | |               | | |
| zondag 23 november 2008, 12:30 uur                                                                       | AZ | 2 - 0 (1 - 0) | Ajax | Opstelling Ajax: |
| DSB Stadion, Alkmaar 16.000 toeschouwers Arbiter: Roelof Luinge Speelronde 12 Eredivisie                 | Demy de Zeeuw (p) 22' Ari 51' Niklas Moisander 74' Stijn Schaars 75' Sébastien Pocognoli 78' David Mendes da Silva 86'                                                |               | 22' Eyong Enoh 91' Evander Sno | Kenneth Vermeer, Gregory van der Wiel, Oleguer, Jan Vertonghen, Thomas Vermaelen, Eyong Enoh, Miralem Sulejmani, Rasmus Lindgren, Kennedy Bakırcıoğlu, Luis Suárez, Urby Emanuelson Wisselspelers Ajax: Hans Vonk, Bruno Silva, Gabri, Leonardo, Evander Sno, Vurnon Anita, Robbert Schilder Wissels Ajax: 61' Miralem Sulejmani Leonardo 68' Kennedy Bakırcıoğlu Gabri 82' Rasmus Lindgren Evander Sno                                                    |
| | |               | | |
| zondag 30 november 2008, 12:30 uur                                                                       | Ajax | 1 - 1 (0 - 1) | FC Utrecht | Opstelling Ajax: |
| Amsterdam ArenA, Amsterdam 45.929 toeschouwers Arbiter: Tom van Sichem Speelronde 13 Eredivisie          | Thomas Vermaelen 31' Leonardo 45' Miralem Sulejmani 62' Eyong Enoh 68'                                                                                                |               | 26' Mihai Neșu 34' Sander Keller 35' Barry Maguire 39' Sander Keller 70' Alje Schut 72' Cédric van der Gun 86' Michel Vorm                           | Kenneth Vermeer, Gregory van der Wiel, Oleguer, Jan Vertonghen, Thomas Vermaelen, Eyong Enoh, Miralem Sulejmani, Rasmus Lindgren, Kennedy Bakırcıoğlu, Luis Suárez, Urby Emanuelson Wisselspelers Ajax: Hans Vonk, Bruno Silva, Gabri, Leonardo, Evander Sno, Toby Alderweireld, Robbert Schilder Wissels Ajax: 34' Kennedy Bakırcıoğlu Leonardo 72' Rasmus Lindgren Gabri 72' Miralem Sulejmani Evander Sno                                               |
| | |               | | |
| zondag 7 december 2008, 12:30 uur                                                                        | FC Volendam | 1 - 2 (1 - 1) | Ajax | Opstelling Ajax: |
| Kras Stadion, Volendam 6.260 toeschouwers Arbiter: Dick van Egmond Speelronde 14 Eredivisie              | Gerson Sheotahul 41' Tim Bakens 67' Marijn Sterk 84' |               | 44' Luis Suárez 64' Jan Vertonghen | Kenneth Vermeer, Gregory van der Wiel, Oleguer, Jan Vertonghen, Thomas Vermaelen, Eyong Enoh, Miralem Sulejmani, Rasmus Lindgren, Luis Suárez, Darío Cvitanich, Urby Emanuelson Wisselspelers Ajax: Hans Vonk, Bruno Silva, Kennedy Bakırcıoğlu, Leonardo, Toby Alderweireld, Robbert Schilder, Daley Blind Wissels Ajax: 56' Darío Cvitanich Leonardo 61' Eyong Enoh Daley Blind 73' Gregory van der Wiel Bruno Silva                                     |
| | |               | | |
| vrijdag 12 december 2008, 20:45 uur                                                                      | Ajax | 3 - 0 (1 - 0) | NAC Breda | Opstelling Ajax: |
| Amsterdam ArenA, Amsterdam 50.541 toeschouwers Arbiter: Bas Nijhuis Speelronde 15 Eredivisie             | Darío Cvitanich 27' Luis Suárez 54' Rasmus Lindgren 64' |               | 16' Donny Gorter 44' Anthony Lurling 45' Patrick Mtiliga 50' Kees Kwakman 54' Kees Kwakman                                                           | Kenneth Vermeer, Gregory van der Wiel, Oleguer, Jan Vertonghen, Thomas Vermaelen, Rasmus Lindgren, Siem de Jong, Urby Emanuelson, Luis Suárez, Darío Cvitanich, Miralem Sulejmani Wisselspelers Ajax: Hans Vonk, Bruno Silva, Eyong Enoh, Leonardo, Evander Sno, Robbert Schilder, Daley Blind Wissels Ajax: 65' Oleguer Daley Blind 69' Darío Cvitanich Leonardo 74' Rasmus Lindgren Eyong Enoh                                                           |
| | |               | | |
| zondag 21 december 2008, 12:30 uur                                                                       | De Graafschap | 0 - 6 (0 - 2) | Ajax | Opstelling Ajax: |
| De Vijverberg, Doetinchem 12.000 toeschouwers Arbiter: Jan Wegereef Speelronde 16 Eredivisie             | Jason Oost 35' Joost Volmer 35' Purrel Fränkel 52' Léon Hese 59' Resit Schuurman 70' René Bot 82'                                                                     |               | 10' Darío Cvitanich 12' Miralem Sulejmani 53' (p) Luis Suárez 62' Luis Suárez 67' Urby Emanuelson 71' Darío Cvitanich 81' Gabri                      | Kenneth Vermeer, Gregory van der Wiel, Oleguer, Jan Vertonghen, Thomas Vermaelen, Gabri, Eyong Enoh, Urby Emanuelson, Luis Suárez, Darío Cvitanich, Miralem Sulejmani Wisselspelers Ajax: Hans Vonk, Bruno Silva, Siem de Jong, Leonardo, Evander Sno, Robbert Schilder, Daley Blind Wissels Ajax: 46' Gregory van der Wiel Bruno Silva 57' Eyong Enoh Daley Blind 84' Darío Cvitanich Leonardo                                                            |
| | |               | | |
| zondag 28 december 2008, 12:30 uur                                                                       | Ajax | 3 - 0 (2 - 0) | ADO Den Haag | Opstelling Ajax: |
| Amsterdam ArenA, Amsterdam 47.125 toeschouwers Arbiter: Eric Braamhaar Speelronde 17 Eredivisie          | Darío Cvitanich 7' Darío Cvitanich 18' Thomas Vermaelen 54' Dario Cvitanich 57'                                                                                       |               | 29' Christiaan Kum 30' Csaba Horváth 77' Aleksandar Rankovic                                                                                         | Kenneth Vermeer, Gregory van der Wiel, Oleguer, Jan Vertonghen, Thomas Vermaelen, Eyong Enoh, Gabri, Urby Emanuelson, Luis Suárez, Darío Cvitanich, Miralem Sulejmani Wisselspelers Ajax: Hans Vonk, Bruno Silva, Siem de Jong, Evander Sno, Vurnon Anita, Robbert Schilder, Daley Blind Wissels Ajax: 33' Oleguer Bruno Silva 61' Gabri Daley Blind 78' Darío Cvitanich Vurnon Anita                                                                      |
| | |               | | |
| zondag 18 januari 2009, 14:30 uur                                                                        | N.E.C. | 2 - 4 (0 - 0) | Ajax | Opstelling Ajax: |
| McDos Goffertstadion, Nijmegen 12.000 toeschouwers Arbiter: Kevin Blom Speelronde 18 Eredivisie          | Ramon Zomer 50' Youssef El-Akchaoui 67´ Jhon van Beukering 71' Rachid Bouaouzan 78'                                                                                   |               | 2' Darío Cvitanich 12' Rob Wielaert 48' Miralem Sulejmani 55' Miralem Sulejmani 69' Darío Cvitanich 79' (e.d.) Daniel Fernández 95' Gabri            | Maarten Stekelenburg, Gregory van der Wiel, Rob Wielaert, Jan Vertonghen, Robbert Schilder, Gabri, Miralem Sulejmani, Eyong Enoh, Luis Suárez, Darío Cvitanich, Urby Emanuelson Wisselspelers Ajax: Kenneth Vermeer, Bruno Silva, Toby Alderweireld, Evander Sno, Leonardo, Siem de Jong, Jeffrey Sarpong Wissels Ajax: 82' Miralem Sulejmani Toby Alderweireld                                                                                            |
| | |               | | |
| zondag 25 januari 2009, 14:30 uur                                                                        | FC Groningen | 1 - 0 (1 - 0) | Ajax | Opstelling Ajax: |
| Euroborg, Groningen 22.230 toeschouwers Arbiter: Jan Wegereef Speelronde 19 Eredivisie                   | Koen van de Laak 4' Danny Holla 39' Andreas Granqvist 29' Petter Andersson 92' Marcus Berg 94'                                                                        |               | 54' Jan Vertonghen 70' Thomas Vermaelen 86' Jan Vertonghen 86' Robbert Schilder                                                                      | Maarten Stekelenburg, Gregory van der Wiel, Rob Wielaert, Thomas Vermaelen, Robbert Schilder, Gabri, Miralem Sulejmani, Jan Vertonghen, Luis Suárez, Siem de Jong, Urby Emanuelson Wisselspelers Ajax: Kenneth Vermeer, Oleguer, Leonardo, Evander Sno, Jeffrey Sarpong, Vurnon Anita, Toby Alderweireld. Wissels Ajax: 56' Urby Emanuelson Leonardo 57' Gabri Evander Sno 76' Siem de Jong Jeffrey Sarpong                                                |
| | |               | | |
| zaterdag 31 januari 2009, 20:45 uur                                                                      | Ajax | 0 - 1 (0 - 0) | Sc Heerenveen | Opstelling Ajax: |
| Amsterdam ArenA, Amsterdam 50.333 toeschouwers Arbiter: Roelof Luinge Speelronde 20 Eredivisie           | Gabri 45' Thomas Vermaelen 47' Robbert Schilder 57' |               | 50' Goran Popov 55' Arnar Smárason 58' Danijel Pranjić                                                                                               | Maarten Stekelenburg Gregory van der Wiel, Rob Wielaert, Thomas Vermaelen, Robbert Schilder, Gabri, Miralem Sulejmani, Vurnon Anita, Luis Suárez, Darío Cvitanich, Urby Emanuelson Wisselspelers Ajax: Kenneth Vermeer, Oleguer, Rasmus Lindgren, Siem de Jong, Leonardo, Jeffrey Sarpong, Toby Alderweireld Wissels Ajax: 72' Miralem Sulejmani Jeffrey Sarpong 76' Darío Cvitanich Leonardo 80' Vurnon Anita Oleguer                                     |
| | |               | | |
| dinsdag 3 februari 2009, 20:15 uur                                                                       | Ajax | 2 - 2 (0 - 2) | Heracles Almelo | Opstelling Ajax: |
| Amsterdam ArenA, Amsterdam 46.355 toeschouwers Arbiter: Pol van Boekel Speelronde 21 Eredivisie          | Gregory van der Wiel 40' Miralem Sulejmani 70' Luis Suárez (p) 72' |               | 12' Ricky van den Bergh 27' Emmanuel Boakye 31' Vojtěch Schulmeister 66' Kwame Quansah 71' Mark-Jan Fledderus                                        | Maarten Stekelenburg, Gregory van der Wiel, Rob Wielaert, Jan Vertonghen, Robbert Schilder, Gabri, Miralem Sulejmani, Vurnon Anita, Luis Suárez, Darío Cvitanich, Urby Emanuelson Wisselspelers Ajax: Kenneth Verneer, Oleguer, Rasmus Lindgren, Siem de Jong, Leonardo, Jeffrey Sarpong, Toby Alderweireld Wissels Ajax: 39' Urby Emanuelson Siem de Jong 61' Vurnon Anita Jeffrey Sarpong 76' Darío Cvitanich Leonardo                                   |
| | |               | | |
| zondag 8 februari 2009, 12:30 uur                                                                        | Vitesse | 4 - 1 (3 - 1) | Ajax | Opstelling Ajax: |
| GelreDome, Arnhem 21.775 toeschouwers Arbiter: Reinold Wiedemeijer Speelronde 22 Eredivisie              | Lasse Nilsson 7' Sébastien Sansoni 20' Dalibor Stevanovic 40' Dalibor Stevanovic 40' Lasse Nilsson 44' Ricky van Wolfswinkel 68'                                      |               | 15' Luis Suárez 52' Gabri | Maarten Stekelenburg, Gregory van der Wiel, Rob Wielaert, Jan Vertonghen, Thomas Vermaelen, Gabri, Miralem Sulejmani, Vurnon Anita, Jeffrey Sarpong, Luis Suárez, Urby Emanuelson Wisselspelers Ajax: Kenneth Vermeer, Bruno Silva, Rasmus Lindgren, Leonardo, Robbert Schilder, Toby Alderweireld, Darko Bodul Wissels Ajax: 46' Vurnon Anita Rasmus Lindgren 46' Urby Emanuelson Darko Bodul 61' Jan Vertonghen Leonardo                                 |
| | |               | | |
| zondag 15 februari 2009, 12:30 uur                                                                       | Ajax | 2 - 0 (0 - 0) | Feyenoord | Opstelling Ajax: |
| Amsterdam ArenA, Amsterdam 50.136 toeschouwers Arbiter: Pieter Vink Speelronde 23 Eredivisie             | Thomas Vermaelen 51' Leonardo 59' Urby Emanuelson 91' |               | 22' Leroy Fer 26' André Bahia 50' Theo Lucius 73' Dwight Tiendalli 82' Dwight Tiendalli                                                              | Maarten Stekelenburg, Gregory van der Wiel, Rob Wielaert, Oleguer, Thomas Vermaelen, Gabri, Urby Emanuelson, Rasmus Lindgren, Kennedy Bakırcıoğlu, Luis Suárez, Miralem Sulejmani Wisselspelers Ajax: Kenneth Vermeer, Bruno Silva, Leonardo, Vurnon Anita, Robbert Schilder, Toby Alderweireld, Darko Bodul Wissels Ajax: 42' Gabri Vurnon Anita 46' Miralem Sulejmani Leonardo 79' Kennedy Bakırcıoğlu Robbert Schilder                                  |
| | |               | | |
| zondag 22 februari 2009, 16:30 uur                                                                       | Ajax | 2 - 1 (1 - 1) | FC Volendam | Opstelling Ajax: |
| Amsterdam ArenA, Amsterdam 49.749 toeschouwers Arbiter: Raymond van Meenen Speelronde 24 Eredivisie      | Luis Suárez 29' Oleguer 43' Thomas Vermaelen 75' |               | 14' Gerson Sheotahul 26' Henny Schilder 54' Paul de Lange                                                                                            | Maarten Stekelenburg, Gregory van der Wiel, Oleguer, Rob Wielaert, Thomas Vermaelen, Vurnon Anita, Rasmus Lindgren, Robbert Schilder, Kennedy Bakırcıoğlu, Luis Suárez, Leonardo Wisselspelers Ajax: Kenneth Vermeer, Bruno Silva, Miralem Sulejmani, Ismaïl Aissati, Evander Sno, Jeffrey Sarpong, Toby Alderweireld Wissels Ajax: 46' Miralem Sulejmani Kennedy Bakircioü 59' Robbert Schilder Ismaïl Aissati                                            |
| | |               | | |
| zondag 1 maart 2009, 12:30 uur                                                                           | FC Utrecht | 0 - 2 (0 - 1) | Ajax | Opstelling Ajax: |
| Stadion Galgenwaard, Utrecht 23.000 toeschouwers Arbiter: Roelof Luinge Speelronde 25 Eredivisie         | Sander Keller 14' Alje Schut 31' Cedric van der Gun 79' |               | 8' Gregory van der Wiel 62' Jan Vertonghen 69' Rasmus Lindgren 72' Luis Suárez                                                                       | Kenneth Vermeer, Gregory van der Wiel, Oleguer, Rob Wielaert, Thomas Vermaelen, Rasmus Lindgren, Eyong Enoh, Urby Emanuelson, Jan Vertonghen, Luis Suárez, Miralem Sulejmani Wisselspelers Ajax: Dennis Gentenaar, Kennedy Bakırcıoğlu, Ismaïl Aissati, Leonardo, Vurnon Anita, Robbert Schilder, Toby Alderweireld Wissels Ajax: 46' Urby Emanuelson Leonardo 56' Eyong Enoh Vurnon Anita 67' Miralem Sulejmani Kennedy Bakırcıoğlu                       |
| | |               | | |
| zondag 8 maart 2009, 12:30 uur                                                                           | ADO Den Haag | 1 - 1 (0 - 0) | Ajax | Opstelling Ajax: |
| ADO Den Haag Stadion, Den Haag 12.000 toeschouwers Arbiter: Björn Kuipers Speelronde 26 Eredivisie       | Mitchell Piqué 46' Wesley Verhoek 63' Wesley Verhoek 88' |               | 30' Evander Sno 60' Rob Wielaert 64' Gregory van der Wiel                                                                                            | Kenneth Vermeer, Gregory van der Wiel, Oleguer, Rob Wielaert, Thomas Vermaelen, Evander Sno, Ismaïl Aissati, Rasmus Lindgren, Leonardo, Miralem Sulejmani, Urby Emanuelson Wisselspelers Ajax: Maarten Stekelenburg, Darío Cvitanich, Jeffrey Sarpong, Robbert Schilder, Toby Alderweireld, Daley Blind, Darko Bodul Wissels Ajax: 56' Evander Sno Robbert Schilder 68' Urby Emanuelson Darío Cvitanich                                                    |
| | |               | | |
| zondag 15 maart 2009, 14:30 uur                                                                          | Ajax | 3 - 0 (2 - 0) | De Graafschap | Selectie Ajax: |
| Amsterdam ArenA, Amsterdam 49.587 toeschouwers Arbiter: Ben Haverkort Speelronde 27 Eredivisie           | Luis Suárez 23' Darío Cvitanich 41' Bruno Silva 45' Luis Suárez (p) 69'                                                                                               |               | 33' Joost Volmer 69' Léon Hese | Kenneth Vermeer, Bruno Silva, Rob Wielaert, Oleguer, Thomas Vermaelen, Vurnon Anita, Urby Emanuelson, Robbert Schilder, Suárez, Darío Cvitanich, Miralem Sulejmani Wisselspelers Ajax: Maarten Stekelenburg, Ismaïl Aissati, Leonardo, Jeffrey Sarpong, Toby Alderweireld, Daley Blind, Darko Bodul Wissels Ajax: 60' Darío Cvitanich Leonardo 71' Oleguer Toby Alderweireld 74' Miralem Sulejmani Daley Blind                                             |
| | |               | | |
| zondag 22 maart 2009, 14:30 uur                                                                          | NAC Breda | 0 - 3 (0 - 1) | Ajax | Opstelling Ajax: |
| Rat Verlegh Stadion, Breda 17.254 toeschouwers Arbiter: Pieter Vink Speelronde 28 Eredivisie             | Csaba Fehér 20' Joonas Kolkka 70' Matthew Amoah 71' |               | 34' Thomas Vermaelen 64' Gregory van der Wiel 74' Oleguer 85' Luis Suárez                                                                            | Kenneth Vermeer, Gregory van der Wiel, Oleguer, Rob Wielaert, Thomas Vermaelen, Vurnon Anita, Ismaïl Aissati, Eyong Enoh, Miralem Sulejmani, Luis Suárez, Urby Emanuelson Wisselspelers Ajax: Maarten Stekelenburg, Bruno Silva, Darío Cvitanich, Siem de Jong, Leonardo, Robbert Schilder, Toby Alderweireld Wissels Ajax: 72' Miralem Sulejmani Leonardo                                                                                                 |
| | |               | | |
| zondag 5 april 2009, 12:30 uur                                                                           | Roda JC | 1 - 2 (0 - 1) | Ajax | Opstelling Ajax: |
| Parkstad Limburg Stadion, Kerkrade 17.970 toeschouwers Arbiter: Johan Verbist Speelronde 29 Eredivisie   | Boldizsár Bodor 36' Sekou Cissé 71' Ruud Vormer 81' |               | 2' Luis Suárez 45' Vurnon Anita 59' Thomas Vermaelen 63' Rob Wielaert 66' Ismaïl Aissati                                                             | Kenneth Vermeer, Gregory van der Wiel, Rob Wielaert, Oleguer, Thomas Vermaelen, Vurnon Anita, Ismaïl Aissati, Eyong Enoh, Luis Suárez, Miralem Sulejmani, Urby Emanuelson Wisselspelers Ajax: Maarten Stekelenburg, Bruno Silva, Jan Vertonghen, Gabri, Darío Cvitanich, Javier Martina, Toby Alderweireld Wissels Ajax: 57' Urby Emanuelson Darío Cvitanich 77' Luis Suárez Jan Vertonghen                                                                |
| | |               | | |
| zondag 12 april 2009, 16:30 uur                                                                          | Ajax | 7 - 0 (5 - 0) | Willem II | Opstelling Ajax: |
| Amsterdam ArenA, Amsterdam 51.038 toeschouwers Arbiter: Reinold Wiedemeijer Speelronde 30 Eredivisie     | Darío Cvitanich 2' Eyong Enoh 10' Darío Cvitanich '20 Luis Suárez (p) 35' Urby Emanuelson 45' Luis Suárez 69' Luis Suárez (p) 82'                                     |               | 28' Ibrahim Kargbo 81' Angelo Martha | Kenneth Vermeer, Gregory van der Wiel, Rob Wielaert, Oleguer, Jan Vertonghen, Eyong Enoh, Ismaïl Aissati, Vurnon Anita, Luis Suárez, Darío Cvitanich, Urby Emanuelson Wisselspelers Ajax: Maarten Stekelenburg, Bruno Silva, Rasmus Lindgren, Miralem Sulejmani, Siem de Jong, Leonardo, Toby Alderweireld Wissels Ajax: 46' Rob Wielaert Toby Alderweireld 56' Vurnon Anita Rasmus Lindgren 64' Darío Cvitanich Miralem Sulejmani                         |
| | |               | | |
| zondag 19 april 2009, 16:30 uur                                                                          | PSV | 6 - 2 (3 - 1) | Ajax | Opstelling Ajax: |
| Philips Stadion, Eindhoven 35.000 toeschouwers Arbiter: Jan Wegereef Speelronde 31 Eredivisie            | Edison Méndez 9' Timmy Simons 19' Edison Méndez 22' Ibrahim Afellay 31' Ibrahim Afellay 36' Nordin Amrabat 40' Jason Culina 56' Balázs Dzsudzsák 65' Otman Bakkal 90' |               | 17' Rob Wielaert 18' Kenneth Vermeer 43' Luis Suárez 76' Miralem Sulejmani 80' Oleguer 83' Thomas Vermaelen                                          | Kenneth Vermeer, Gregory van der Wiel, Rob Wielaert, Oleguer, Thomas Vermaelen, Eyong Enoh, Ismaïl Aissati, Vurnon Anita, Luis Suárez, Darío Cvitanich, Urby Emanuelson Wisselspelers Ajax: Maarten Stekelenburg, Bruno Silva, Toby Alderweireld, Jan Vertonghen, Miralem Sulejmani, Rasmus Lindgren, Leonardo Wissels Ajax: 35' Vurnon Anita Jan Vertonghen 37' Urby Emanuelson Miralem Sulejmani 61' Darío Cvitanich Leonardo                            |
| | |               | | |
| zondag 26 april 2009, 14:30 uur                                                                          | Ajax | 1 - 1 (0 - 1) | AZ | Opstelling Ajax: |
| Amsterdam ArenA, Amsterdam 51.128 toeschouwers Arbiter: Pieter Vink Speelronde 32 Eredivisie             | Vurnon Anita 12' Luis Suárez 65' Luis Suárez 66' Luis Suárez (p) 87'                                                                                                  |               | 6' Jeremain Lens 7' Sébastien Pocognoli 23' Jeremain Lens 56' Stijn Schaars 64' Niklas Moisander 86' Ragnar Klavan 105' Moussa Dembélé               | Kenneth Vermeer, Gregory van der Wiel, Toby Alderweireld, Oleguer, Thomas Vermaelen, Eyong Enoh, Ismaïl Aissati, Vurnon Anita, Luis Suárez, Darío Cvitanich, Urby Emanuelson Wisselspelers Ajax: Maarten Stekelenburg, Bruno Silva, Jan Vertonghen, Rasmus Lindgren, Miralem Sulejmani, Siem de Jong, Leonardo Wissels Ajax: 46' Oleguer Jan Vertonghen 55' Urby Emanuelson Miralem Sulejmani 68' Vurnon Anita Siem de Jong                                |
| | |               | | |
| zondag 3 mei 2009, 14:30 uur                                                                             | Sparta Rotterdam | 4 - 0 (2 - 0) | Ajax | Opstelling Ajax: |
| Sparta-Stadion Het Kasteel, Rotterdam 10.894 toeschouwers Arbiter: Jan Wegereef Speelronde 33 Eredivisie | Nathan Rutjes 38' Édouard Duplan 40' Yuri Rose 45' Joshua John 77' Dele Adeleye 90'                                                                                   |               | 48' Luis Suárez 52' Ismaïl Aissati 75' Oleguer | Kenneth Vermeer, Gregory van der Wiel, Rob Wielaert, Oleguer, Thomas Vermaelen, Vurnon Anita, Ismaïl Aissati, Eyong Enoh, Luis Suárez, Dario Cvitanich, Miralem Sulejmani Wisselspelers Ajax: Maarten Stekelenburg, Urby Emanuelson, Bruno Silva, Rasmus Lindgren, Siem de Jong, Leonardo, Toby Alderweireld Wissels Ajax: 46' Dario Cvitanich Urby Emanuelson 62' Vurnon Anita Siem de Jong 70' Gregory van der Wiel Leonardo                             |
| | |               | | |
| zondag 10 mei 2009, 14:30 uur                                                                            | Ajax | 1 - 0 (0 - 0) | FC Twente | Opstelling Ajax: |
| Amsterdam ArenA, Amsterdam 50.518 toeschouwers Arbiter: Ruud Bossen Speelronde 34 Eredivisie             | Vurnon Anita 50' Urby Emanuelson 59' |               | 14' Douglas | Maarten Stekelenburg, Gregory van der Wiel, Rob Wielaert, Toby Alderweireld, Thomas Vermaelen, Eyong Enoh, Ismaïl Aissati, Vurnon Anita, Leonardo, Miralem Sulejmani, Urby Emanuelson Wisselspelers Ajax: Sergio Padt, Bruno Silva, Rasmus Lindgren, Siem de Jong, Jan-Arie van der Heijden, Javier Martina, Daley Blind Wissels Ajax: 25' Ismaïl Aissati Siem de Jong 60' Leonardo Javier Martina 69' Miralem Sulejmani Rasmus Lindgren                   |

## Statistieken Ajax 2008 / 2009

### Eindstand Ajax in Eredivisie 2008 / 2009
| Stand | Gespeeld | Gewonnen | Gelijk | Verloren | Punten | Doelpunten voor | Doelpunten tegen | Gele kaarten | Rode kaarten |
| ----- | -------- | -------- | ------ | -------- | ------ | --------------- | ---------------- | ------------ | ------------ |
| 3     | 34       | 21       | 5      | 8        | 68     | 74              | 41               | 60           | 6            |

### Punten per speelronde
| Speelronde | 1 | 2 | 3 | 4 | 5 | 6 | 7 | 8 | 9 | 10 | 11 | 12 | 13 | 14 | 15 | 16 | 17 | 18 | 19 | 20 | 21 | 22 | 23 | 24 | 25 | 26 | 27 | 28 | 29 | 30 | 31 | 32 | 33 | 34 |
| Punten     | 0 | 3 | 1 | 3 | 0 | 3 | 3 | 3 | 3 | 3  | 3  | 0  | 1  | 3  | 3  | 3  | 3  | 3  | 0  | 0  | 1  | 0  | 3  | 3  | 3  | 1  | 3  | 3  | 3  | 3  | 0  | 1  | 0  | 3  |

### Punten na speelronde
| Speelronde | 1 | 2 | 3 | 4 | 5 | 6  | 7  | 8  | 9  | 10 | 11 | 12 | 13 | 14 | 15 | 16 | 17 | 18 | 19 | 20 | 21 | 22 | 23 | 24 | 25 | 26 | 27 | 28 | 29 | 30 | 31 | 32 | 33 | 34 |
| Punten     | 0 | 3 | 4 | 7 | 7 | 10 | 13 | 16 | 19 | 22 | 25 | 25 | 26 | 29 | 32 | 35 | 38 | 41 | 41 | 41 | 42 | 42 | 45 | 48 | 51 | 52 | 55 | 58 | 61 | 64 | 64 | 65 | 65 | 68 |

### Stand na speelronde
| Speelronde | 1  | 2 | 3  | 4 | 5  | 6 | 7 | 8 | 9 | 10 | 11 | 12 | 13 | 14 | 15 | 16 | 17 | 18 | 19 | 20 | 21 | 22 | 23 | 24 | 25 | 26 | 27 | 28 | 29 | 30 | 31 | 32 | 33 | 34 |
| Stand      | 12 | 9 | 12 | 6 | 10 | 9 | 5 | 5 | 2 | 2  | 1  | 3  | 2  | 2  | 2  | 2  | 2  | 2  | 2  | 2  | 3  | 3  | 3  | 3  | 3  | 3  | 3  | 3  | 3  | 3  | 3  | 3  | 3  | 3  |

### Statistieken Overall Seizoen 2008 / 2009
- In dit overzicht zijn alle statistieken van alle gespeelde wedstrijden in het seizoen 2008 / 2009 verwerkt.

|                          | Vriendschappelijk | Afscheidswedstrijd Jaap Stam | Mini Toernooi Suriprofs | LG Amsterdam Tournament | KNVB cup | UEFA Cup | Eredivisie | Totaal |
| ------------------------ | ----------------- | ---------------------------- | ----------------------- | ----------------------- | -------- | -------- | ---------- | ------ |
| Wedstrijden              | 7                 | 1                            | 0                       | 2                       | 2        | 10       | 34         | 56     |
| Gewonnen                 | 4                 | 0                            | 0                       | 0                       | 1        | 5        | 21         | 31     |
| Gelijk                   | 1                 | 1                            | 0                       | 0                       | 0        | 3        | 5          | 10     |
| Verloren                 | 2                 | 0                            | 0                       | 2                       | 1        | 2        | 8          | 15     |
| Thuis                    | 0                 | 0                            | 0                       | 2                       | 1        | 5        | 17         | 25     |
| Uit                      | 7                 | 1                            | 0                       | 0                       | 1        | 5        | 17         | 31     |
| Gele kaarten             | 2                 | 0                            | 0                       | 2                       | 2        | 17       | 60         | 83     |
| Rode kaarten             | 0                 | 0                            | 0                       | 0                       | 0        | 2        | 6          | 8      |
| 2 × geel in 1 wedstrijd  | 0                 | 0                            | 0                       | 0                       | 0        | 1        | 3          | 4      |
| Aantal wissels toegepast | 47                | 10                           | 0                       | 8                       | 6        | 27       | 89         | 187    |
| Doelpunten voor          | 24                | 3                            | 0                       | 2                       | 2        | 16       | 74         | 121    |
| Doelpunten tegen         | 8                 | 3                            | 0                       | 4                       | 1        | 10       | 41         | 67     |
| Doelsaldo                | +16               | 0                            | 0                       | −2                      | +1       | +6       | +33        | +54    |
| De nul gehouden          | 3                 | 0                            | 0                       | 0                       | 1        | 4        | 14         | 22     |
| Strafschoppen voor       | 2                 | 0                            | 0                       | 0                       | 0        | 2        | 8          | 12     |
| Strafschoppen tegen      | 0                 | 0                            | 0                       | 0                       | 0        | 0        | 3          | 3      |

### Topscorers Eredivisie Ajax 2008 / 2009
|    | Nationaliteit       | Naam                 | Doelpunten |  |    | Nationaliteit       | Naam                 | Gele kaarten |  |    | Nationaliteit       | Naam                 | Rode kaarten |
| -- | ------------------- | -------------------- | ---------- |  | -- | ------------------- | -------------------- | ------------ |  | -- | ------------------- | -------------------- | ------------ |
|    | Vlag van Uruguay    | Luis Suárez          | 22         |  |    | Vlag van Uruguay    | Luis Suárez          | 10           |  |    | Vlag van België     | Thomas Vermaelen     | 1            |
| 2. | Vlag van Argentinië | Darío Cvitanich      | 9          |  | 2. | Vlag van Nederland  | Gregory van der Wiel | 6            |  | 2. | Vlag van België     | Jan Vertonghen       | 1            |
| 3. | Vlag van Servië     | Miralem Sulejmani    | 8          |  |    | Vlag van België     | Thomas Vermaelen     | 6            |  | 3. | Vlag van Nederland  | Gregory van der Wiel | 1            |
| 4. | Vlag van Nederland  | Klaas-Jan Huntelaar  | 6          |  | 3. | Vlag van België     | Jan Vertonghen       | 5            |  | 4. | Vlag van Nederland  | Evander Sno          | 1            |
| 5. | Vlag van België     | Thomas Vermaelen     | 4          |  | 4. | Vlag van Nederland  | Rob Wielaert         | 3            |  | 5. | Vlag van Argentinië | Darío Cvitanich      | 1            |
|    | Vlag van België     | Jan Vertonghen       | 4          |  |    | Vlag van Spanje     | Oleguer              | 3            |  | 6. | Vlag van Spanje     | Oleguer              | 1            |
|    | Vlag van Nederland  | Urby Emanuelson      | 4          |  |    | Vlag van Spanje     | Gabri                | 3            |  |    |                     |                      |              |
| 6. | Vlag van Brazilië   | Leonardo             | 2          |  |    | Vlag van Nederland  | Vurnon Anita         | 3            |  |    |                     |                      |              |
|    | Vlag van Zweden     | Rasmus Lindgren      | 2          |  | 5. | Vlag van Uruguay    | Bruno Silva          | 2            |  |    |                     |                      |              |
|    | Vlag van Nederland  | Gregory van der Wiel | 2          |  |    | Vlag van Nederland  | Robbert Schilder     | 2            |  |    |                     |                      |              |
| 7. | Vlag van Nederland  | Ismaïl Aissati       | 1          |  |    | Vlag van Nederland  | Jeffrey Sarpong      | 2            |  |    |                     |                      |              |
|    | Vlag van Zweden     | Kennedy Bakırcıoğlu  | 1          |  |    | Vlag van Nederland  | Evander Sno          | 2            |  |    |                     |                      |              |
|    | Vlag van Nederland  | Siem de Jong         | 1          |  |    | Vlag van Kameroen   | Eyong Enoh           | 2            |  |    |                     |                      |              |
|    | Vlag van Kameroen   | Eyong Enoh           | 1          |  |    | Vlag van Brazilië   | Leonardo             | 2            |  |    |                     |                      |              |
|    | Vlag van Spanje     | Gabri                | 1          |  |    | Vlag van Argentinië | Darío Cvitanich      | 2            |  |    |                     |                      |              |
|    | Vlag van Spanje     | Oleguer              | 1          |  |    | Vlag van Nederland  | Urby Emanuelson      | 2            |  |    |                     |                      |              |
|    | Vlag van Nederland  | Jeffrey Sarpong      | 1          |  | 6. | Vlag van Nederland  | Siem de Jong         | 1            |  |    |                     |                      |              |
|    | Vlag van Nederland  | Evander Sno          | 1          |  |    | Vlag van Nederland  | Kenneth Vermeer      | 1            |  |    |                     |                      |              |
|    | Vlag van Nederland  | Rob Wielaert         | 1          |  |    | Vlag van Zweden     | Rasmus Lindgren      | 1            |  |    |                     |                      |              |
|    |                     |                      |            |  |    | Vlag van Nederland  | Ismaïl Aissati       | 1            |  |    |                     |                      |              |

## Prijzen 2008/2009
|        | Eredivisie                                                           | KNVB Beker                                     | UEFA Cup                                                  | LG Amsterdam Tournament |
| ------ | -------------------------------------------------------------------- | ---------------------------------------------- | --------------------------------------------------------- | ----------------------- |
| Status | Geëindigd als derde Gekwalificeerd voor voorronde UEFA Europa League | Uitgeschakeld in Derde Ronde door: FC Volendam | Uitgeschakeld in Achtste Finale door: Olympique Marseille | Geëindigd als vierde    |

- Luis Suárez is door de Supportersvereniging Ajax uitgeroepen tot 'Ajacied van het Jaar'.
- Gregory van der Wiel is door de Supportersvereniging Ajax uitgeroepen tot 'Talent van het Jaar'.

## Bestuur & directie 2008 / 2009
|  | Functie                  | Nationaliteit      | Naam                                           | Functie                      | Nationaliteit      | Naam                                          |
|  | ------------------------ | ------------------ | ---------------------------------------------- | ---------------------------- | ------------------ | --------------------------------------------- |
|  | Voorzitter               | Vlag van Nederland | Uri Coronel (24 december 1946, Amsterdam)      | Penningmeester               | Vlag van Nederland | Joop Krant (30 maart 1948, Bussum)            |
|  | Financieel Directeur     | Vlag van Nederland | Jeroen Slop (11 juli 1961, Amsterdam)          | Bestuurslid Technische Zaken | Vlag van Nederland | Cor van Eijden (12 september 1949, Amsterdam) |
|  | Algemeen Directeur       | Vlag van Nederland | Rik van den Boog (1 september 1959, Amsterdam) | Commissaris                  | Vlag van Indonesië | Frank Eijken (10 juli 1954, Semarang)         |
|  | Manager Technische Zaken | Vlag van Nederland | Danny Blind (1 augustus 1961, Oost-Souburg)    | Commissaris                  | Vlag van Nederland | Jan Haars (22 september 1951, -)              |
|  | Commercieel Directeur    | Vlag van Nederland | Henri van der Aat (5 februari 1957, Amsterdam) |                              |                    |                                               |

- Uri Coronel, Joop Krant, Cor van Eijden, Frank Eijken en Jan Haars zijn tevens commissarissen van AFC Ajax NV.

## Technische Staf 2008 / 2009
|  | Functie                        | Nationaliteit      | Naam                                                  |  | Functie                                | Nationaliteit      | Naam                                     |
|  | ------------------------------ | ------------------ | ----------------------------------------------------- |  | -------------------------------------- | ------------------ | ---------------------------------------- |
|  | Hoofdtrainer                   | Vlag van Nederland | Marco van Basten (31 oktober 1964, Utrecht)           |  | Hoofd Fysiotherapie                    | Vlag van Nederland | Pim van Dord (7 augustus 1953,)          |
|  | Assistent-trainer              | Vlag van Nederland | John van 't Schip (30 december 1963, Fort Saint John) |  | Fysioloog                              | Vlag van Nederland | Jos Geysel (-)                           |
|  | Assistent-trainer              | Vlag van Nederland | Rob Witschge (22 augustus 1966, Amsterdam)            |  | Fysiotherapeut A-selectie              | Vlag van Nederland | Jan Kortekaas (-)                        |
|  | Keeperstrainer                 | Vlag van Nederland | Carlo l'Ami (20 juli 1966, Leiden)                    |  | Fysiotherapeut A-selectie              | Vlag van Nederland | Frank van Deursen (-)                    |
|  | Teammanager                    | Vlag van Nederland | David Endt (12 februari 1954, Den Haag                |  | Fysiotherapeut Jong Ajax               | Vlag van Nederland | Peter Hoogland (-)                       |
|  | Hoofd Medische Staf / Clubarts | Vlag van Nederland | Alfons de Kort (-)                                    |  | Pedicure / Masseur                     | Vlag van Nederland | Rob Koster (-)                           |
|  | Clubarts                       | Vlag van Nederland | Niels Wijne (-)                                       |  | Conditie- en Hersteltrainer            | Vlag van Nederland | René Wormhoudt (-)                       |
|  | Trainer Jong Ajax              | Vlag van Nederland | Adrie Koster (18 november 1954, Zierikzee)            |  | Trainer A1 Ajax                        | Vlag van Nederland | Frank de Boer (15 mei 1970, Hoorn)       |
|  | Assistent-trainer Jong Ajax    | Vlag van Nederland | Aron Winter (1 maart 1967, Paramaribo)                |  | Assistent-trainer Ajax A1              | Vlag van Nederland | Bob de Klerk (-)                         |
|  | Coördinator Scouting           | Vlag van Nederland | Hennie Spijkerman (28 oktober 1950, Zwolle)           |  | Stagiair, Cursus Coach Betaald Voetbal | Vlag van Nederland | Dennis Bergkamp (10 mei 1969, Amsterdam) |

- Marco van Basten maakt op 6 mei 2009, in de week voor het laatste competitieduel, bekend per direct te stoppen als hoofdtrainer bij Ajax.

## Selectie 2008 / 2009
|    | Nationaliteit                             | Naam                     | Contract tot medio | Geboortedatum     | Geboorteplaats (land van herkomst) | Vorige club (land)                  | Officiële Debuut Ajax (debuutwedstrijd)  | Eerste officiële doelpunt Ajax (wedstrijd) |
| -- | ----------------------------------------- | ------------------------ | ------------------ | ----------------- | ---------------------------------- | ----------------------------------- | ---------------------------------------- | ------------------------------------------ |
|    |                                           | Doelverdediging          |                    |                   |                                    |                                     |                                          |                                            |
| 1  | Vlag van Nederland                        | Maarten Stekelenburg     | 2012               | 22 september 1982 | Haarlem (Nederland)                | Ajax-jeugd (Nederland)              | 11 augustus 2002 (Ajax - PSV)            | - (-)                                      |
| 12 | Vlag van Nederland                        | Kenneth Vermeer          | 2010               | 10 januari 1986   | Amsterdam (Nederland)              | Willem II (Nederland)               | 28 september 2006 (Ajax - IK Start)      | - (-)                                      |
| 30 | Vlag van Nederland                        | Dennis Gentenaar         | 2009               | 30 september 1975 | Nijmegen (Nederland)               | Borussia Dortmund (Duitsland)       | 20 september 2006 (Jong RKC - Ajax)      | - (-)                                      |
|    |                                           | Verdediging              |                    |                   |                                    |                                     |                                          |                                            |
| 4  | Vlag van België                           | Thomas Vermaelen         | 2012               | 14 november 1985  | Kapellen (België)                  | RKC Waalwijk (Nederland)            | 15 februari 2004 (FC Volendam - Ajax)    | 22 december 2005 (FC Eindhoven - Ajax)     |
| 8  | Vlag van Nederland                        | Urby Emanuelson          | 2011               | 16 juni 1986      | Amsterdam (Nederland)              | Ajax-jeugd (Nederland)              | 24 februari 2005 (AJ Auxerre - Ajax)     | 22 januari 2006 (FC Twente - Ajax)         |
| 15 | Vlag van Nederland                        | Gregory van der Wiel     | 2013               | 3 februari 1988   | Amsterdam (Nederland)              | Ajax-jeugd (Nederland)              | 11 maart 2007 (FC Twente - Ajax)         | 1 maart 2009 (FC Utrecht - Ajax)           |
| 2  | Vlag van Uruguay                          | Bruno Silva              | 2012               | 29 maart 1980     | Melo (Uruguay)                     | FC Groningen (Nederland)            | 27 januari 2008 (Vitesse - Ajax)         | 5 oktober 2008 (Sc Heerenveen - Ajax)      |
| 5  | Vlag van België                           | Jan Vertonghen           | 2013               | 24 april 1987     | Sint-Niklaas (België)              | RKC Waalwijk (Nederland)            | 23 augustus 2006 (Ajax - FC Kobenhavn)   | 2 december 2007 (Ajax - NAC)               |
| 37 | Vlag van Nederland                        | Robbert Schilder         | 2009               | 18 april 1986     | Amstelveen (Nederland)             | Heracles Almelo (Nederland)         | 8 februari 2006 (Ajax - Willem II)       | 26 augustus 2007 (Ajax - Sc Heerenveen)    |
| 3  | Vlag van Spanje                           | Oleguer Presas           | 2011               | 2 februari 1980   | Sabadell (Spanje)                  | FC Barcelona (Spanje)               | 30 augustus 2008 (Willem II - Ajax)      | 18 oktober 2008 (Ajax - FC Groningen)      |
| 38 | Vlag van België                           | Toby Alderweireld        | 2010               | 2 maart 1989      | Wilrijk (België)                   | Germinal Beerschot (België)         | 18 januari 2009 (N.E.C. - Ajax)          | - (-)                                      |
| 17 | Vlag van Nederland                        | Rob Wielaert             | 2011               | 29 december 1978  | Emmeloord (Nederland)              | FC Twente (Nederland)               | 18 januari 2009 (N.E.C. - Ajax)          | 8 maart 2009 (ADO Den Haag - Ajax)         |
|    |                                           | Middenveld               |                    |                   |                                    |                                     |                                          |                                            |
| 24 | Vlag van Nederland                        | Jan-Arie van der Heijden | 2013               | 3 maart 1988      | Schoonhoven (Nederland)            | Ajax-jeugd (Nederland)              | 4 november 2007 (Ajax - Roda JC)         | - (-)                                      |
| 22 | Vlag van Nederland                        | Siem de Jong             | 2013               | 28 januari 1989   | Aigle (Zwitserland)                | Ajax-jeugd (Nederland)              | 26 september 2007 (Kozakken Boys - Ajax) | 7 oktober 2007 (Sparta - Ajax)             |
| 18 | Vlag van Spanje                           | Gabri                    | 2010               | 22 juli 1981      | Sallent (Spanje)                   | FC Barcelona (Spanje)               | 9 augustus 2006 (FC Kobenhavn - Ajax)    | 1 oktober 2006 (FC Utrecht - Ajax)         |
| 29 | Vlag van Nederland                        | Mitchell Donald          | 2011               | 10 december 1988  | Nieuw-Vennep (Nederland)           | Ajax-jeugd (Nederland)              | 14 februari 2007 (Werder Bremen - Ajax)  | - (-)                                      |
| 26 | Vlag van Nederland                        | Jeffrey Sarpong          | 2011               | 3 augustus 1988   | Amsterdam (Nederland)              | Ajax-jeugd (Nederland)              | 22 december 2005 (FC Eindhoven - Ajax)   | 21 september 2008 (Feyenoord - Ajax)       |
| 28 | Vlag van Nederlandse Antillen (1986-2010) | Vurnon Anita             | 2011               | 4 april 1989      | Willemstad (Curaçao)               | Ajax-jeugd (Nederland)              | 19 maart 2006 (FC Groningen - Ajax)      | - (-)                                      |
| 6  | Vlag van Zweden                           | Rasmus Lindgren          | 2012               | 29 november 1984  | Landskrona (Zweden)                | FC Groningen (Nederland)            | 13 februari 2005 (NAC - Ajax)            | 15 februari 2008 (Ajax - Sparta)           |
| 11 | Vlag van Nederland                        | Ismaïl Aissati           | 2012               | 16 augustus 1988  | Utrecht (Nederland)                | PSV (Nederland)                     | 22 februari 2009 (Ajax - FC Volendam)    | 5 april 2009 (Roda JC - Ajax)              |
| 25 | Vlag van Nederland                        | Evander Sno              | 2011               | 9 april 1987      | Dordrecht (Nederland)              | Celtic FC (Schotland)               | 30 augustus 2008 (Willem II - Ajax)      | 9 november 2008 (Ajax - Sparta Rotterdam)  |
| 21 | Vlag van Kameroen                         | Eyong Enoh               | 2010               | 23 maart 1986     | Kumba (Kameroen)                   | Ajax Cape Town (Zuid-Afrika)        | 21 september 2008 (Feyenoord - Ajax)     | 18 maart 2009 (Ajax - Olympique Marseille) |
| 39 | Vlag van Nederland                        | Daley Blind              | 2013               | 9 maart 1990      | Amsterdam (Nederland)              | Ajax-jeugd (Nederland)              | 7 december 2008 (FC Volendam - Ajax)     | - (-)                                      |
|    |                                           | Aanval                   |                    |                   |                                    |                                     |                                          |                                            |
| 23 | Vlag van Brazilië                         | Leonardo Vitor Santiago  | 2009               | 3 september 1983  | Rio de Janeiro (Brazilië)          | NAC Breda (Nederland)               | 21 januari 2007 (Ajax - FC Utrecht)      | 28 januari 2007 (FC Groningen - Ajax)      |
| 7  | Vlag van Zweden                           | Kennedy Bakırcıoğlu      | 2011               | 2 november 1980   | Södertälje (Zweden)                | FC Twente (Nederland)               | 11 augustus 2007 (Ajax - PSV)            | 19 augustus 2007 (De Graafschap - Ajax)    |
| 16 | Vlag van Uruguay                          | Luis Suárez              | 2012               | 24 januari 1987   | Salto (Uruguay)                    | FC Groningen (Nederland)            | 15 augustus 2007 (Ajax - Slavia Praag)   | 19 augustus 2007 (De Graafschap - Ajax)    |
| 33 | Vlag van Nederlandse Antillen (1986-2010) | Javier Martina           | 2010               | 1 februari 1987   | Curaçao (Nederlandse Antillen)     | Ajax-jeugd (Nederland)              | 1 november 2008 (FC Twente - Ajax)       | - (-)                                      |
| 20 | Vlag van Kroatië                          | Darío Cvitanich          | 2013               | 16 mei 1984       | Baradero (Argentinië)              | Club Atlético Banfield (Argentinië) | 30 augustus 2008 (Willem II - Ajax)      | 12 december 2008 (Ajax - NAC Breda)        |
| 10 | Vlag van Servië                           | Miralem Sulejmani        | 2013               | 5 december 1988   | Belgrado (Servië)                  | SC Heerenveen (Nederland)           | 30 augustus 2008 (Willem II - Ajax)      | 30 augustus 2008 (Willem II - Ajax)        |

## Transfers Spelers 2008 / 2009

#### Transferperiode Zomer (1 juli 2008 t/m 1 september 2008)

##### Aangetrokken
- De volgende spelers zijn aangetrokken door Ajax.

|                                | Naam                                | Positie      | Contract tot medio | Vorige Club (land)                  | Transfersom     |
|                                | Gekocht                             | Gekocht      | Gekocht            | Gekocht                             | Gekocht         |
| ------------------------------ | ----------------------------------- | ------------ | ------------------ | ----------------------------------- | --------------- |
| Vlag van Servië                | Miralem Sulejmani                   | Aanvaller    | 2013               | Sc Heerenveen (Nederland)           | € 16,25 miljoen |
| Vlag van Argentinië            | Darío Cvitanich                     | Aanvaller    | 2013               | Club Atlético Banfield (Argentinië) | € 6,5 miljoen   |
| Vlag van Nederland             | Ismaïl Aissati                      | Middenvelder | 2012               | PSV (Nederland)                     | € 4,1 miljoen   |
| Vlag van Spanje                | Oleguer Presas                      | Verdediger   | 2011               | FC Barcelona (Spanje)               | € 3 miljoen     |
| Vlag van Nederland             | Evander Sno                         | Middenvelder | 2011               | Celtic FC (Schotland)               | € 1,5 miljoen   |
|                                | Transfervrij aangetrokken           |              |                    |                                     |                 |
| Vlag van Bosnië en Herzegovina | Darko Bodul                         | Aanvaller    | 2009               | Sc Heerenveen (Nederland)           |                 |
| Vlag van Zuid-Afrika           | Hans Vonk                           | Doelman      | 2009               | Ajax Cape Town (Zuid-Afrika)        |                 |
| Vlag van Kameroen              | Eyong Enoh                          | Middenvelder | 2010               | Ajax Cape Town (Zuid-Afrika)        |                 |
|                                | Teruggehaald van verhuurperiode     |              |                    |                                     |                 |
| Vlag van Nederland             | Kenneth Vermeer                     | Doelman      | 2010               | Willem II (Nederland)               |                 |
|                                | Doorgestroomd vanuit jeugdopleiding |              |                    |                                     |                 |
| Vlag van Nederland             | Donovan Slijngard                   | Verdediger   | 2009               | Jeugopleiding Ajax (Nederland)      |                 |
| Vlag van Curaçao               | Javier Martina                      | Aanvaller    | 2010               | Jeugdopleiding Ajax (Nederland)     |                 |

##### Vertrokken
- De volgende spelers zijn vertrokken bij Ajax.

|                     | Naam                    | Positie      | Nieuwe Club (land)           | Transfersom               |          |
|                     | Verkocht                | Verkocht     | Verkocht                     | Verkocht                  | Verkocht |
| ------------------- | ----------------------- | ------------ | ---------------------------- | ------------------------- | -------- |
| Vlag van Nederland  | John Heitinga           | Verdediger   | Atlético Madrid (Spanje)     | € 10 miljoen              |          |
| Vlag van Nederland  | Rydell Poepon           | Aanvaller    | Sparta Rotterdam (Nederland) | € 1 miljoen               |          |
|                     | Transfervrij vertrokken |              |                              |                           |          |
| Vlag van Spanje     | Ismael Urzaíz           | Aanvaller    | Niet Bekend                  |                           |          |
| Vlag van Nederland  | Erik Heijblok           | Doelman      | De Graafschap (Nederland)    |                           |          |
| Vlag van Nederland  | Edgar Davids            | Middenvelder | Niet bekend                  |                           |          |
| Vlag van Ghana      | Samuel Kuffour          | Verdediger   | Gestopt                      |                           |          |
| Vlag van Nederland  | Marco van Duin          | Doelman      | HFC Haarlem (Nederland)      |                           |          |
| Vlag van Nederland  | Jurgen Colin            | Verdediger   | Sporting Gijon (Spanje)      |                           |          |
| Vlag van Denemarken | Kenneth Pérez           | Middenvelder | FC Twente (Nederland)        |                           |          |
| Vlag van Nederland  | Vito Wormgoor           | Verdediger   | FC Utrecht (Nederland)       |                           |          |
| Vlag van Roemenië   | Nicolae Mitea           | Aanvaller    | Dinamo Boekarest (Roemenië)  |                           |          |
| Vlag van Denemarken | Michael Krohn-Dehli     | Middenvelder | Brøndby IF (Denemarken)      |                           |          |
|                     | Verhuurd                |              |                              |                           |          |
| Vlag van Roemenië   | George Ogăraru          | Verdediger   | Steaua Boekarest (Roemenië)  | Verhuurd tot 30 juni 2009 |          |
| Vlag van Spanje     | Albert Luque            | Aanvaller    | Málaga CF (Spanje)           | Verhuurd tot 30 juni 2009 |          |
| Vlag van Nederland  | Donovan Slijngard       | Verdediger   | Sparta Rotterdam (Nederland) | Verhuurd tot 30 juni 2009 |          |

#### Transferperiode Winter (1 januari 2009 t/m 2 februari 2009)

##### Aangetrokken
- De volgende spelers zijn aangetrokken door Ajax.

|                    | Naam         | Positie    | Contract tot medio | Vorige Club (land)    | Transfersom    |
|                    | Gekocht      | Gekocht    | Gekocht            | Gekocht               | Gekocht        |
| ------------------ | ------------ | ---------- | ------------------ | --------------------- | -------------- |
| Vlag van Nederland | Rob Wielaert | Verdediger | 2011               | FC Twente (Nederland) | € 3,15 miljoen |

##### Vertrokken
- De volgende spelers zijn vertrokken bij Ajax.

|                      | Naam                    | Positie      | Nieuwe Club (land)        | Transfersom               |          |
|                      | Verkocht                | Verkocht     | Verkocht                  | Verkocht                  | Verkocht |
| -------------------- | ----------------------- | ------------ | ------------------------- | ------------------------- | -------- |
| Vlag van Nederland   | Klaas-Jan Huntelaar     | Aanvaller    | Real Madrid (Spanje)      | € 27 miljoen              |          |
| Vlag van Nederland   | John Goossens           | Aanvaller    | N.E.C. (Nederland)        | Niet Bekend               |          |
|                      | Transfervrij vertrokken |              |                           |                           |          |
| Vlag van Zuid-Afrika | Hans Vonk               | Doelman      | Sc Heerenveen (Nederland) |                           |          |
| Vlag van België      | Laurent Delorge         | Middenvelder | Roda JC (Nederland)       |                           |          |
|                      | Verhuurd                |              |                           |                           |          |
| Vlag van Denemarken  | Dennis Rommedahl        | Aanvaller    | N.E.C. (Nederland)        | Verhuurd tot 30 juni 2009 |          |

## Transfers Spelers 2009 / 2010

#### Transferperiode zomer (1 juli 2009 t/m 1 september 2009)

##### Aangetrokken
- De volgende spelers zijn aangetrokken door Ajax voor het volgende seizoen.

|                     | Naam                                | Positie                         | Contract tot medio              | Vorige Club (land)              | Transfersom                     |
|                     | Teruggehaald van verhuurperiode     | Teruggehaald van verhuurperiode | Teruggehaald van verhuurperiode | Teruggehaald van verhuurperiode | Teruggehaald van verhuurperiode |
| ------------------- | ----------------------------------- | ------------------------------- | ------------------------------- | ------------------------------- | ------------------------------- |
| Vlag van Denemarken | Dennis Rommedahl                    | Aanvaller                       | 2010                            | N.E.C. (Nederland)              |                                 |
|                     | Doorgestroomd vanuit jeugdopleiding |                                 |                                 |                                 |                                 |
| Vlag van Oostenrijk | Darko Bodul                         | Aanvaller                       | 2011                            | Jeugopleiding Ajax (Nederland)  |                                 |

##### Vertrek
- De volgende spelers vertrekken aan het einde van het huidige seizoen bij Ajax.

|                    | Naam                 | Positie              | Nieuwe Club (land)           | Transfersom          |                      |
|                    | Transfervrij vertrek | Transfervrij vertrek | Transfervrij vertrek         | Transfervrij vertrek | Transfervrij vertrek |
| ------------------ | -------------------- | -------------------- | ---------------------------- | -------------------- | -------------------- |
| Vlag van Nederland | Robbert Schilder     | Verdediger           | NAC Breda (Nederland)        |                      |                      |
| Vlag van Nederland | Donovan Slijngard    | Verdediger           | Sparta Rotterdam (Nederland) |                      |                      |
| Vlag van Brazilië  | Leonardo             | Aanvaller            | NAC Breda (Nederland)        |                      |                      |
| Vlag van Nederland | Dennis Gentenaar     | Doelman              | VVV-Venlo (Nederland)        |                      |                      |

ADO Den Haag ·
Ajax ·
AZ ·
Feyenoord ·
De Graafschap ·
FC Groningen ·
sc Heerenveen ·
Heracles Almelo ·
NAC Breda ·
N.E.C. ·
PSV ·
Roda JC ·
Sparta Rotterdam ·
FC Twente ·
FC Utrecht ·
Vitesse ·
FC Volendam ·
Willem II
1900—1911 · 1911/12 · 1912—1954 · 1954/55 · 1955/56 · 1956/57 · 1957—1970 · 1970/71 · 1971/72 · 1972—1994 · 1994/95 · 1995—1998 · 1998/99 · 1999/00 · 2000/01 · 2001/02 · 2002/03 · 2003/04 · 2004/05 · 2005/06 · 2006/07 · 2007/08 · 2008/09 · 2009/10 · 2010/11 · 2011/12 · 2012/13 · 2013/14 · 2014/15 · 2015/16 · 2016/17 · 2017/18 · 2018/19 · 2019/20 · 2020/21 · 2021/22 · 2022/23 · 2023/24 · 2024/25